# Parc national de Mammoth Cave
Vous lisez un « article de qualité » labellisé en 2008.
Le parc national de Mammoth Cave (Mammoth Cave National Park) est un parc national américain créé le 1er juillet 1941 et situé au centre de l'État du Kentucky. Il s'étend sur 214 km2 dans le bassin de la Green, à cheval sur les comtés d'Edmonson, de Hart et de Barren. Il comprend une partie du Mammoth Cave System (« Réseau de la grotte mammouth »), qui est le plus grand réseau souterrain au monde, avec près de 676 kilomètres explorés de galeries,,. L'origine du nom de la grotte, qui date du XVIIIe siècle, provient de sa taille importante et n'a pas de rapport avec l'animal préhistorique.
La géologie karstique du plateau Pennyroyal et la rivière Green réunissent sur 214 km2 les conditions idéales pour le développement d'un écosystème riche, avec près de 200 espèces animales et 1 300 espèces végétales, parmi lesquelles on trouve plusieurs espèces en voie de disparition ainsi que des espèces ayant évolué pour s'adapter à l'environnement sombre des grottes. Après avoir été exploité pour ses réserves de salpêtre et utilisé à des fins médicales, le système de Mammoth Cave est de nos jours voué aux activités spéléologiques et touristiques.
Le site est inscrit au patrimoine mondial de l'UNESCO depuis le 27 octobre 1981 et classé réserve de biosphère depuis le 26 septembre 1990.

## Géographie

### Localisation
Le parc national de Mammoth Cave se situe au centre de l'État américain du Kentucky dans la région nommée plateau Pennyroyal à une altitude proche de 205 m. Le parc est situé à proximité de l'autoroute interstate 65 qui relie la capitale du Tennessee, Nashville, à Louisville. Il s'étend sur 214 km2 dans le bassin de la Green River, à cheval sur les comtés d'Edmonson, de Hart et de Barren. Cette rivière est un affluent de l'Ohio qui est elle-même un important affluent du Mississippi.
Localisé dans une zone tempérée, le parc est intimement lié à l'eau, que ce soit par les cours d'eau qui ont façonné les plateaux karstiques de la région et sillonnent les forêts, ou les précipitations qui autorisent le développement d'un écosystème riche et diversifié dans la région.

### Géologie
Mammoth Cave est un système remarquablement stable qui s'est développé dans des strates de calcaire datant du Mississippien (Carbonifère inférieur) et surmontées d'une couche de grès. Il y a 350 millions d'années, l'Amérique du Nord était beaucoup plus au sud et le Kentucky était situé à 10 degrés au sud de l'équateur. Toute la région était alors recouverte d'une mer tropicale peu profonde peuplée d'une faune corallienne et d'autres formes de vie marine.
En mourant, les coquilles ou exosquelettes de ces organismes, riches en carbonate de calcium, tombaient au fond de la mer en se transformant au fil du temps en roches calcaires. Pendant 70 millions d'années, la couche de calcaire s'est ainsi épaissie jusqu'à ce que des sédiments riches en sable, charriés par une rivière, soient venus recouvrir le calcaire en se déposant. Les sables furent par la suite transformés en grès, les grès de Big Clifty.

Éléments géologiques et spéléothèmes de Mammoth Cave
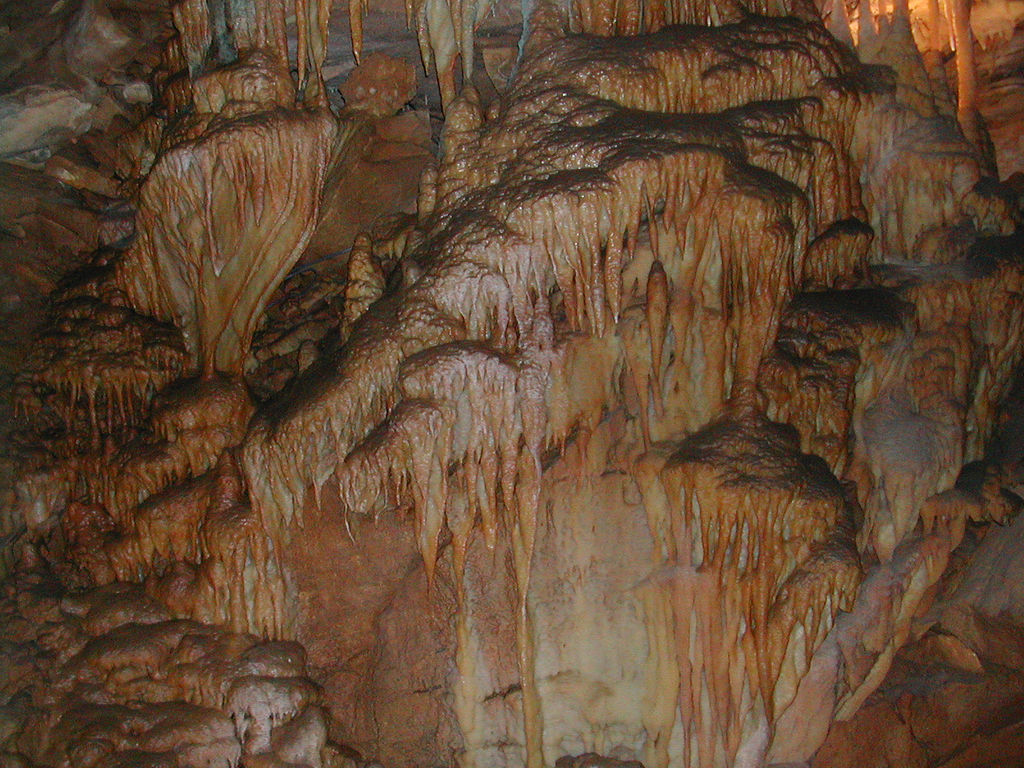
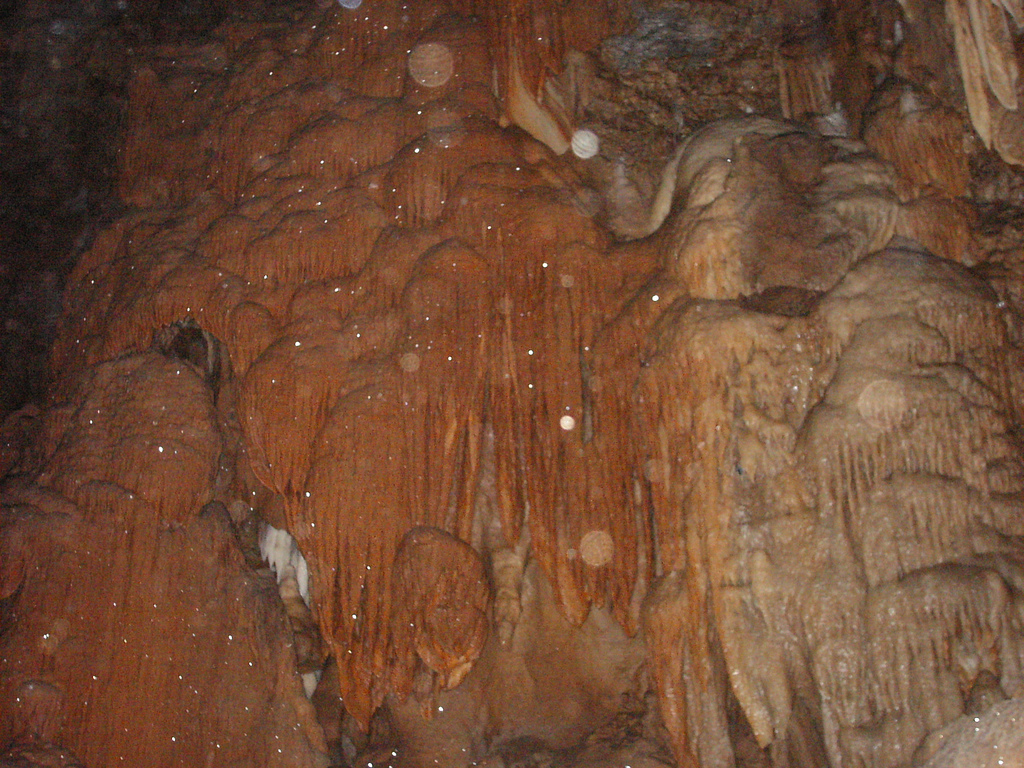
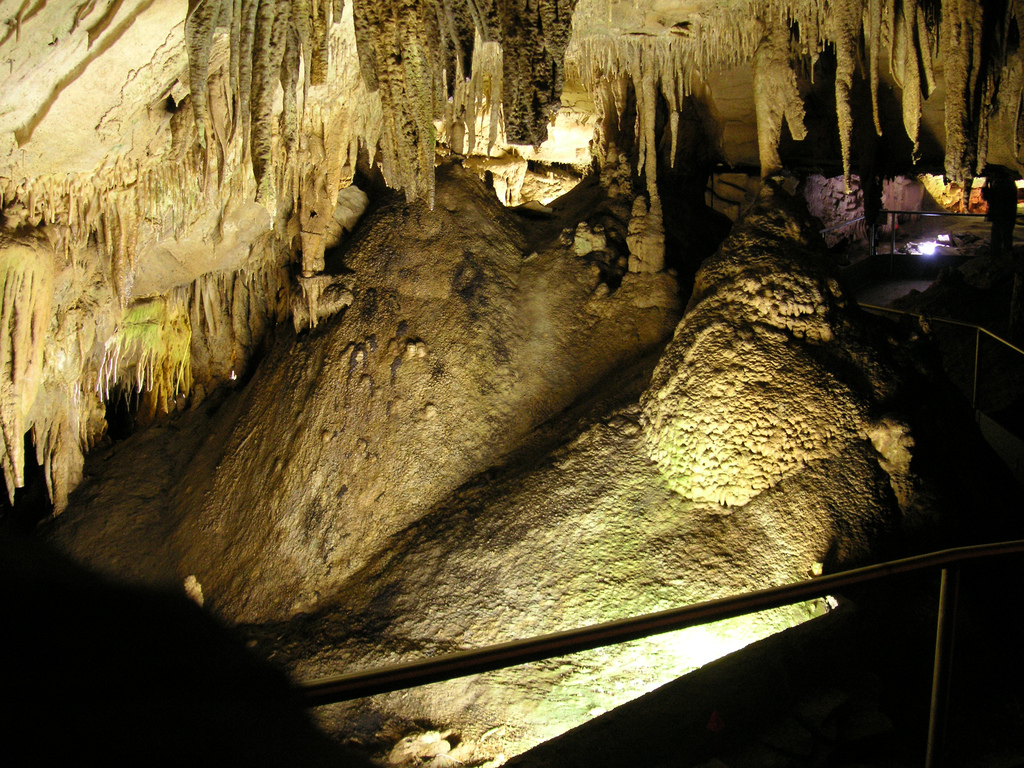
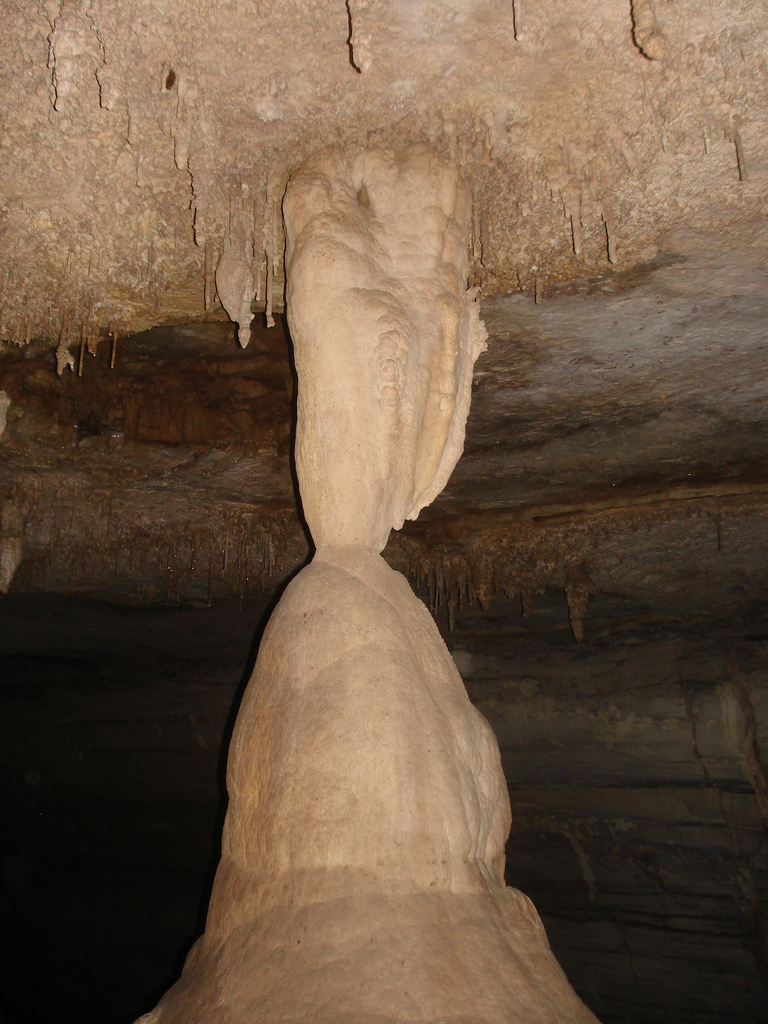

Aujourd'hui, les roches des grottes abritent des fossiles datant de cette époque, la fin du Paléozoïque, avec notamment des crinoïdes, des coquilles de gastéropodes et des dents de requins.
Puis, il y a environ 280 millions d'années, les terres ont émergé. Les forces tectoniques ont alors provoqué au fur et à mesure des déformations du plateau, donnant naissance à de nombreuses fissures entre les couches. Parallèlement, les systèmes fluviaux se mettaient en place et pouvaient alors éroder la roche et se faufiler dans le sol pour creuser des galeries,. De nos jours, le système est ainsi composé de galeries qui s'étendent sur plus de 591 kilomètres, chiffre qui est revu à la hausse chaque année au gré des nouvelles découvertes et des connexions.
La formation géologique située dans la partie supérieure des grottes de Mammoth Cave est connue sous le nom de grès de Big Clifty. Sous cette couche rocheuse résistante, un ensemble d'autres formations composées de roches calcaires ont été largement protégées de l'érosion. Toutefois, par endroits, les roches calcaires ont été en contact avec les eaux de ruissellement provenant de la surface. Celles-ci ont alors commencé leur long travail d'érosion et de dissolution du calcaire. L'eau ressort ponctuellement en surface sous forme de sources avant de s'enfoncer à nouveau dans le sol, au niveau de la zone de contact entre le grès et la roche de calcaire. C'est dans ces formations calcaires que s'est développée la spéléologie de la région.
Parmi les couches de calcaire de la colonne stratigraphique situées sous la formation de Big Clifty, on trouve par ordre croissant de profondeur : la formation de Girkin, le calcaire de Sainte Geneviève et le calcaire de Saint Louis. Le passage de la grotte principale se situe entre la formation de Girkin (en bas) et celle de Sainte Geneviève (en haut). Chacune de ces couches primaires de calcaire peut également être subdivisée en sous-unités. Un domaine de recherche consiste à corréler la stratigraphie avec les relevés effectués par les explorateurs. Cela permet ainsi de produire des cartes approximatives en trois dimensions de la délimitation entre les différentes couches sans avoir recours à des forages ou des carottages.
L'eau pénètre difficilement la couverture supérieure en grès, à l'exception des zones où se présentent des fissures verticales. Cette protection explique la raison pour laquelle les passages anciens situés à proximité de la surface sont très secs et ne présentent ni stalactites, ni stalagmites, ni aucune autre formation nécessitant de l'eau sous forme de goutte ou de coulée.
Toutefois, la couche de grès a été dissoute et érodée à plusieurs endroits dans le parc, comme dans la salle du « Niagara gelé ». La zone de transition entre le calcaire et le grès peut être observée en faisant de la randonnée entre le fond de la vallée et les crêtes. En effet, en règle générale, lorsqu'on se rapproche du sommet d'une crête, les affleurements de roches montrent un changement de composition en passant du calcaire au grès, à une altitude définie (si on néglige l'effondrement des blocs de grès qui se sont détachés des crêtes et ont dévalé les pentes calcaires situées en contrebas).
Au sud du parc, on peut observer au fond d'une vallée une gigantesque doline qui s'est développée et connue sous le nom de « lavabo de cèdre ». Une petite rivière entre d'un côté de cette doline, avant de disparaître sous terre de l'autre côté.

Éléments géologiques et spéléothèmes de Mammoth Cave (suite)
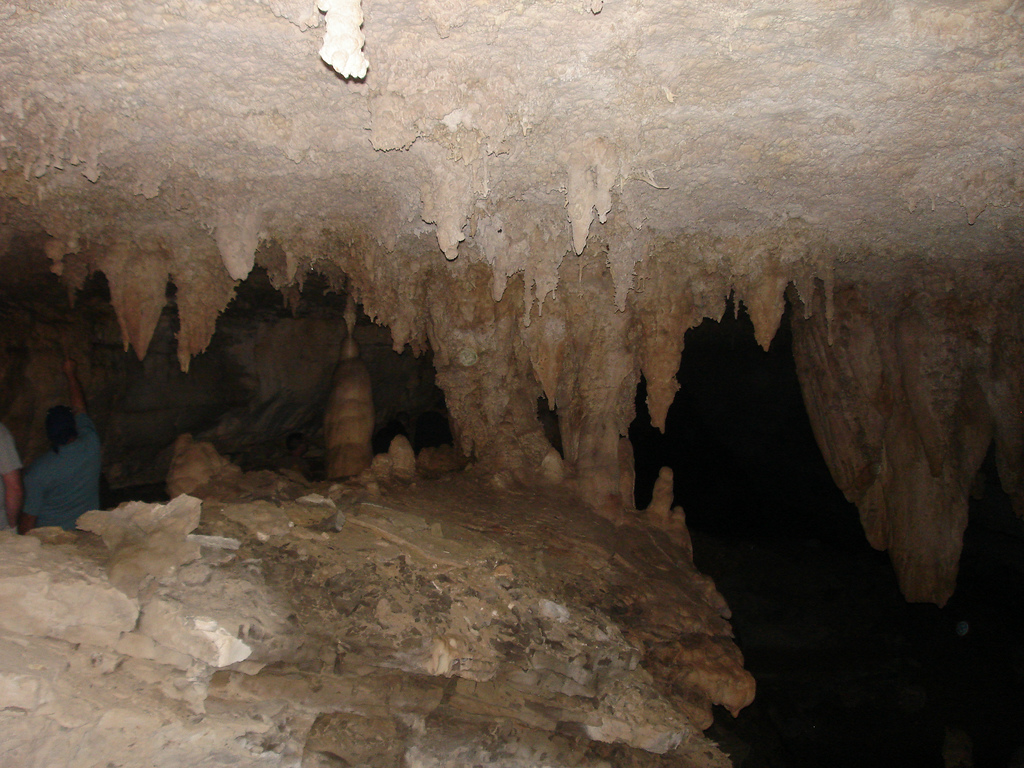
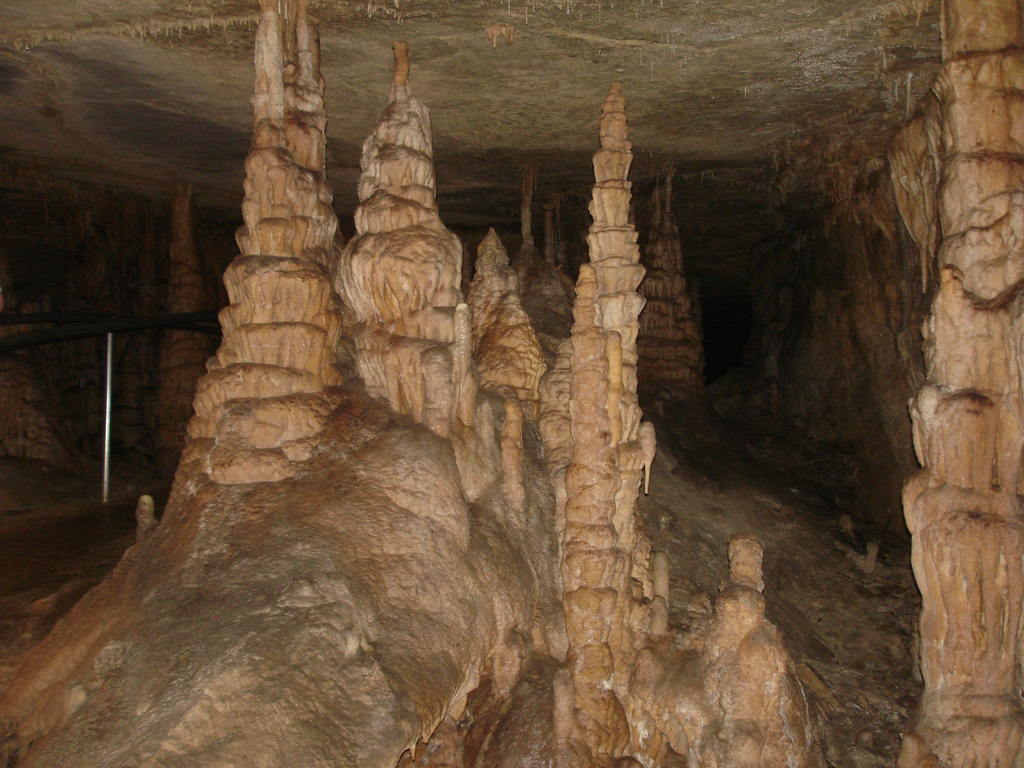
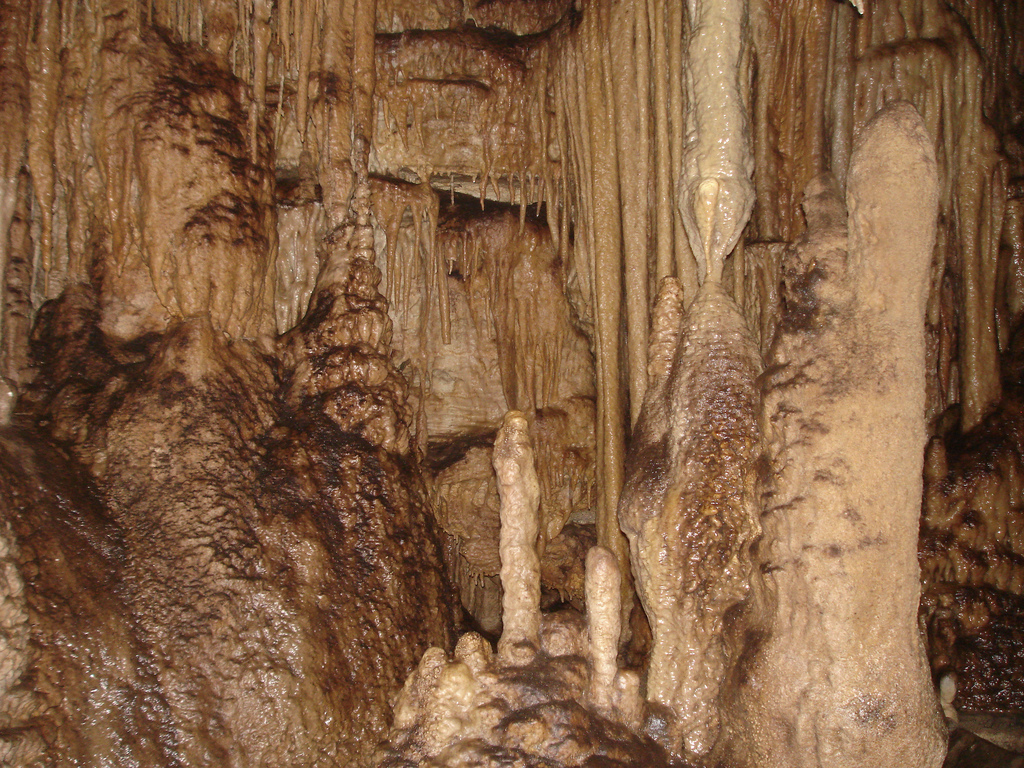
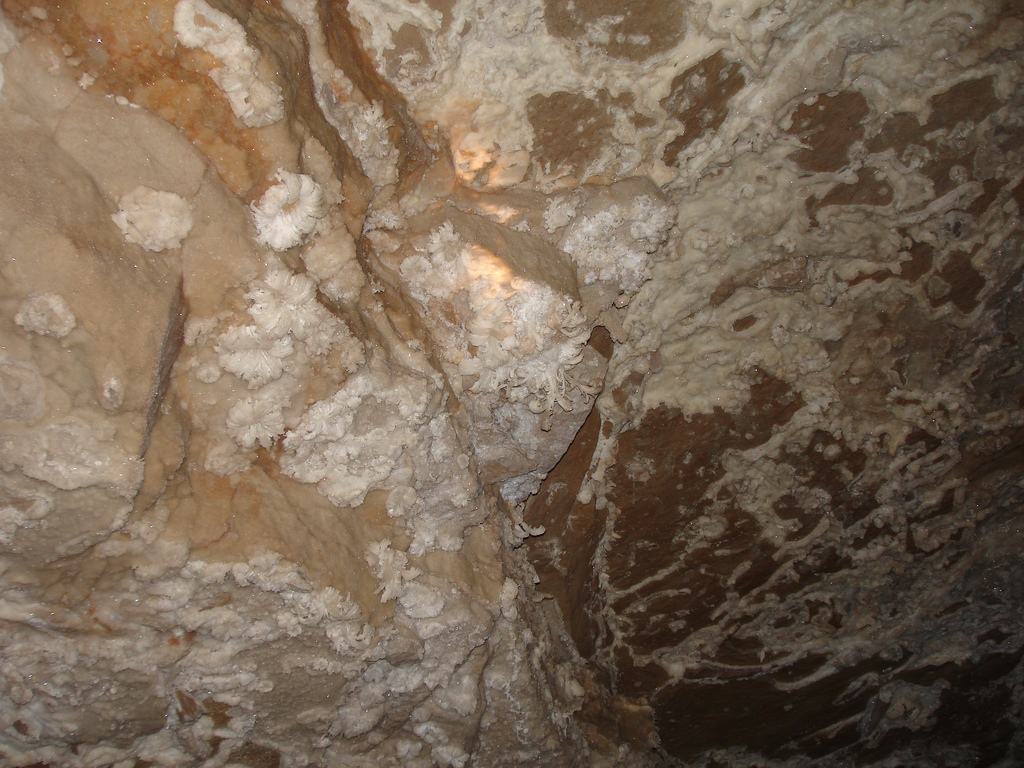

### Climat
Le parc est situé dans la zone de climat subtropical humide (Köppen Cfa),. Les étés sont généralement chauds et humides. Les précipitations annuelles sont en moyenne de 1 329 mm. Tout comme le Kentucky et sa capitale Louisville, le parc fait partie d'une région où des tornades peuvent se produire.
Les températures étant généralement positives en journée, la majorité de ces précipitations tombent sous la forme de pluie. Selon une étude de la National Parks Conservation Association, la pluviométrie du parc serait dix fois plus acide que la moyenne nationale. Dans cette zone du Kentucky, le climat est chaud et humide en été (à cause de l'influence des masses d'air en provenance du golfe du Mexique) et vivifiant en hiver. Situé sur la route de plusieurs systèmes orageux, le parc connaît plusieurs épisodes orageux par an, principalement entre mars et septembre. La température annuelle moyenne est ainsi de 13,6 °C, avec une moyenne estivale de 26,6 °C et hivernale de 1,7 °C. Quant à l'intérieur des grottes, la température y est constante à 12 °C.
| Mois                              | jan. | fév. | mars | avril | mai  | juin | jui. | août | sep. | oct. | nov. | déc. | année |
| --------------------------------- | ---- | ---- | ---- | ----- | ---- | ---- | ---- | ---- | ---- | ---- | ---- | ---- | ----- |
| Température minimale moyenne (°C) | −4,7 | −2,8 | 2,3  | 7,2   | 11,3 | 15,8 | 17,9 | 17,3 | 13,9 | 7,4  | 3,1  | −1,9 | 7,2   |
| Température maximale moyenne (°C) | 6,2  | 9,3  | 15,6 | 21,4  | 25,4 | 29,2 | 30,9 | 30,3 | 27,3 | 21,5 | 14,7 | 8,8  | 20    |
| Précipitations (mm)               | 98   | 105  | 133  | 112   | 131  | 110  | 121  | 92   | 106  | 80   | 113  | 128  | 1 329 |
| dont neige (cm)                   | 142  | 107  | 41   | 3     | 0    | 0    | 0    | 0    | 0    | 0    | 23   | 53   | 369   |

### Hydrologie

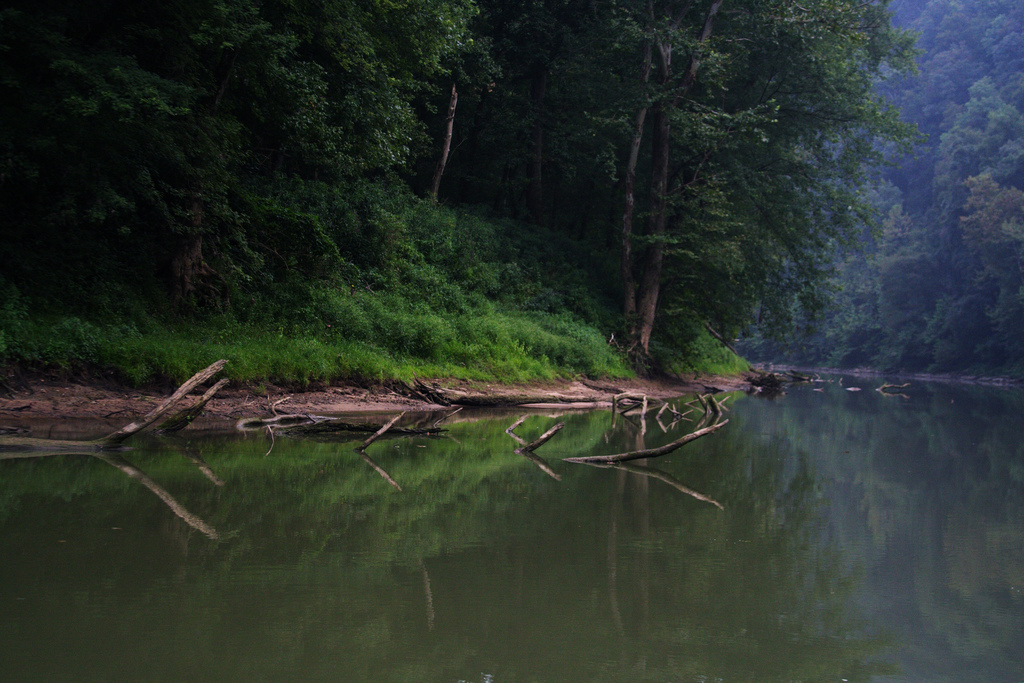
La rivière Green.

L'eau souterraine provient des eaux de surface grâce notamment aux nombreuses fissures situées au niveau des plaques de grès. L'eau circulant en profondeur traverse les couches calcaires sous-jacentes avant de ressortir au niveau de résurgences. La rivière Green, qui zigzague d'est en ouest à travers le parc, est ainsi alimentée par plusieurs sources issues de la couche de calcaire. Elle s'étend sur 43 kilomètres à l'intérieur du parc, avant de rejoindre la rivière Ohio, plus à l'ouest.
En s'infiltrant dans le sol, l'eau de pluie acidifiée par le dioxyde de carbone atmosphérique dissout les roches calcaires. Au fur et à mesure, ces dernières sont érodées et des ruisseaux souterrains se forment.
L'hydrologie du système de Mammoth Cave est dépendante d'un ensemble de cavernes de calcaire, de milliers de dolines, de centaine de rivières englouties et d'environ deux cents sources locales. En règle générale, les eaux de surface et les eaux souterraines d'un bassin s'écoulent toutes vers la même source ou le même ensemble de sources. À l'intérieur de ce système karstique, si on déverse un agent polluant dans une source ponctuelle, celui-ci est redistribué dans près de 53 sources différentes le long de la Green dans le bassin de Bear Wallow, par le biais des réseaux communicants. Ceci montre bien tout l'enjeu de la préservation du bassin hydrologique de toute pollution extérieure.
Les premières études hydrologiques réalisées indiquaient que l'eau s'écoulait directement de Sinking Creek et Doty Creek jusqu'à la source de Graham, en passant par la grotte de Mill, reliée à deux autres grottes en aval du complexe de la source de Elk. Par ailleurs, les eaux de surface à proximité de Sinking Creek s'écoulaient dans deux dolines (Sinking Branch et Little Sinking Creek) avant de ré-émerger à la source de Mill Hole. L'aquifère de Mammoth Cave a un flux rapide, variant entre 300 et 3 000 mètres par jour ce qui signifie que l'eau de pluie s'écoule rapidement au travers du système de cavernes. En cas d'inondation, les limites de ces bassins peuvent être rompues et l'eau se déverse alors dans les autres sources, ce qui a de graves conséquences lorsqu'un polluant est introduit dans le drainage du système karstique.

## Milieu naturel

### Faune
L'écosystème de Mammoth Cave est riche en termes d'espèces endémiques. En effet, les grottes abritent des espèces qui ont subi une évolution adaptative à l'environnement pauvre en lumière (très similairement aux espèces des fonds abyssaux). Beaucoup de recherches ont été effectuées sur cet écosystème dans les années 1980 et 1990, notamment par Tom Poulson de l'université de l'Illinois à Chicago et par Kathleen Lavoie de l'Université du Michigan à Flint. Les grottes abritent plus de 200 espèces animales différentes, pour la plupart des invertébrés, dont 42 sont adaptées à la vie en totale obscurité. À la surface, le parc accueille près de 43 types de mammifères, 207 espèces d'oiseaux, 37 espèces de reptiles et 27 espèces d'amphibiens.
Locataires habituelles des grottes, on trouve de nombreuses chauves-souris dans les cavernes de Mammoth Cave : la chauve-souris de l'Indiana, la chauve-souris cendrée, la petite chauve-souris brune, la grande Chauve-souris brune et la pipistrelle de l'Est. La population globale de ces espèces et d'espèces encore plus rares (comme la chauve-souris pygmée) s'est élevée à son apogée à 9 ou 12 millions d'individus, rien que dans la section historique uniquement. Bien que ces espèces existent toujours dans Mammoth Cave, leur effectif n'est désormais plus que de quelques milliers tout au plus. La principale raison de cette disparition progressive provient de la destruction par l'homme de leur habitat, à cause de l'exploitation commerciale des grottes. Néanmoins, le processus de restauration écologique de cette partie de Mammoth Cave fait l'objet d'un effort continu pour faciliter le retour des chauves-souris. Cependant, toutes les espèces du parc ne vivent pas dans les grottes. C'est notamment le cas de la chauve-souris rousse qui habite dans la forêt et ne se retrouve que très rarement dans un environnement souterrain.
D'autres espèces animales peuplent également les grottes, comme la sauterelle des grottes, la salamandre à longue-queue, le necture tacheté, des poissons aveugles, des orconectes et la crevette des grottes. Par ailleurs, des animaux qui évoluent en surface peuvent également se réfugier dans l'entrée des grottes, mais ne s'aventurent que rarement dans les profondeurs des cavernes.

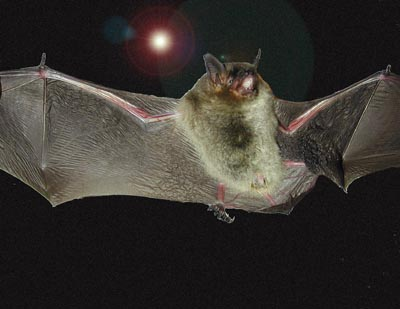
Chauve-souris cendrée.
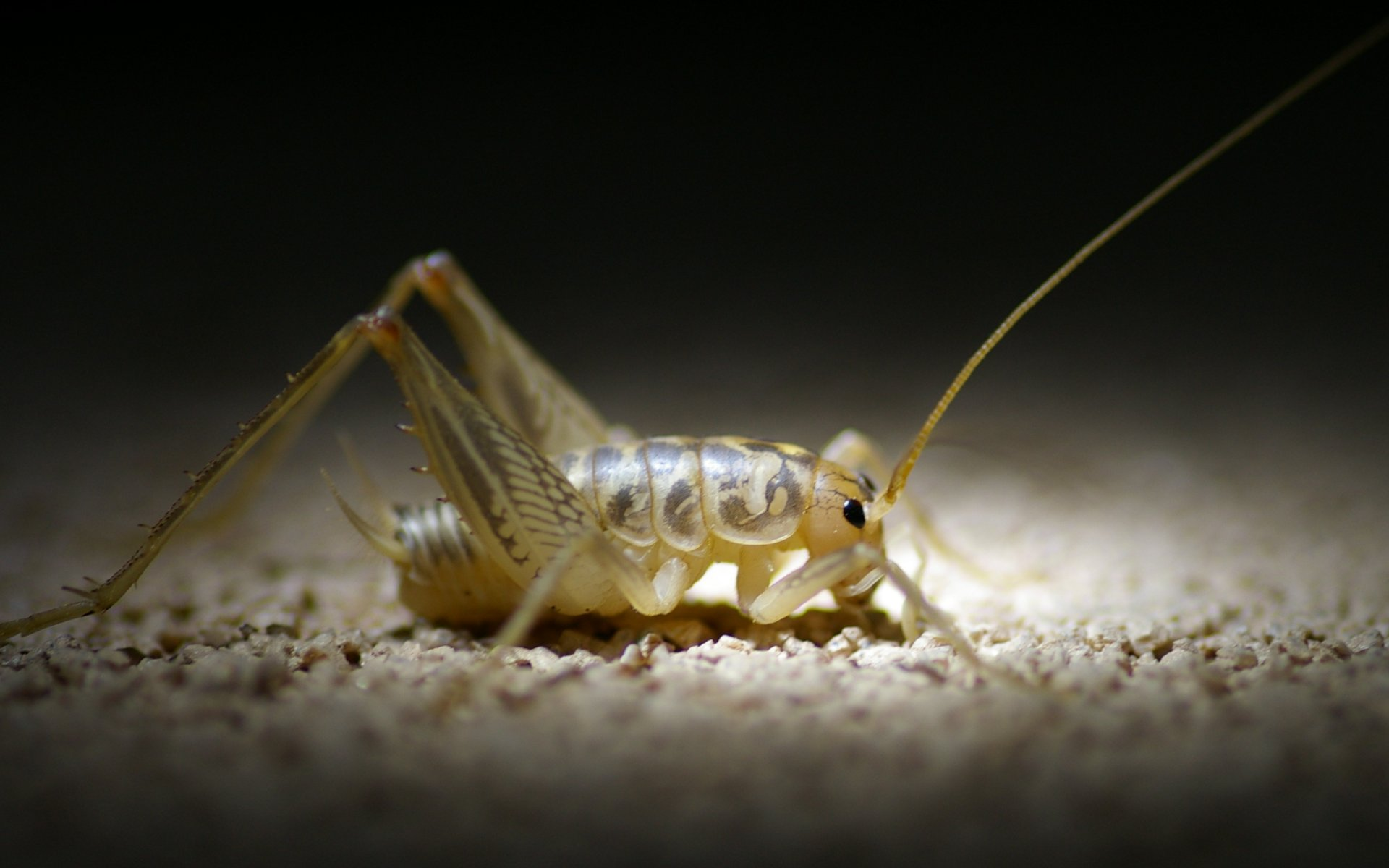
Sauterelle des grottes.
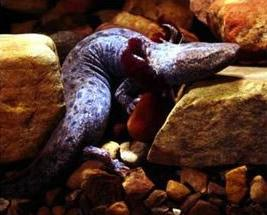
Necture tacheté.
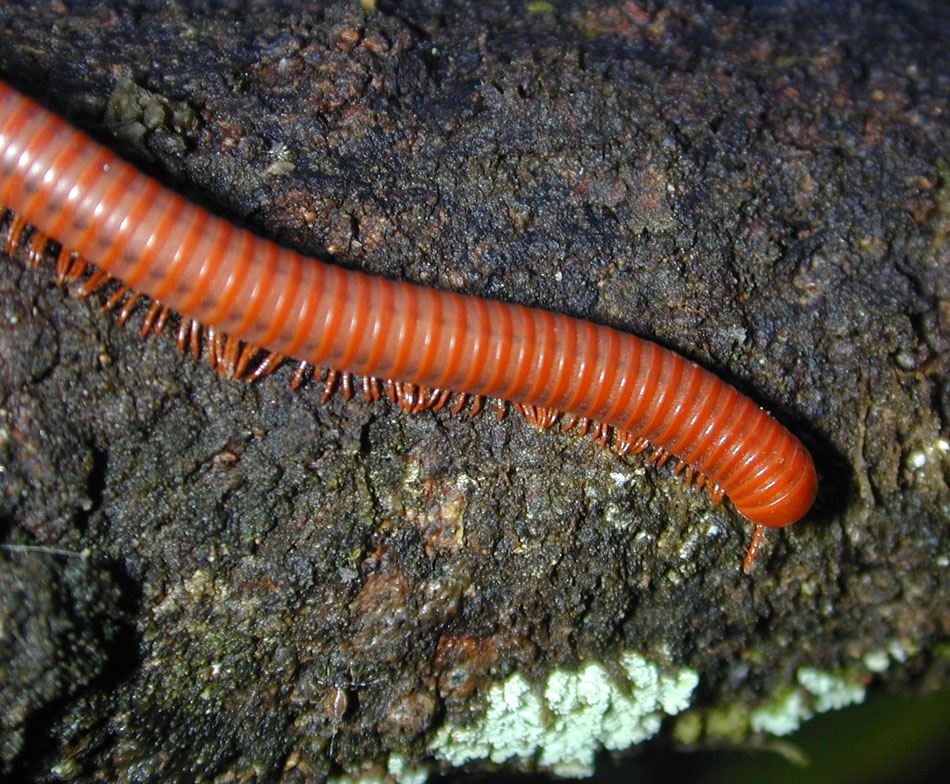
Mille-pattes.

On dénombre près de 82 espèces de poissons vivant dans la rivière Green, ce qui en fait l'un des cours d'eau les plus biologiquement diversifiés d'Amérique du Nord. Sur les berges des cours d'eau du parc, on peut rencontrer des canards branchus, des tortues, des martins-pêcheurs et de grands hérons. En outre, les forêts forment également un habitat propice pour de nombreuses espèces animales, sauvages ou apprivoisées. Parmi les espèces les plus observées, on compte le cerf de Virginie, l'écureuil tamia et le raton laveur. On peut aussi trouver des serpents (comme le serpent des blés, la couleuvre rayée ou le faux-corail écarlate) et notamment deux qui sont venimeux, le crotale des bois et le mocassin à tête cuivrée. Des espèces menacées ont également été observées dans le parc, notamment le pygargue à tête blanche qui y hiverne et nidifie, ou le pic à face blanche. Des expériences de réintroduction d'espèces ont également été conduites avec succès pour le dindon sauvage et le castor canadien.

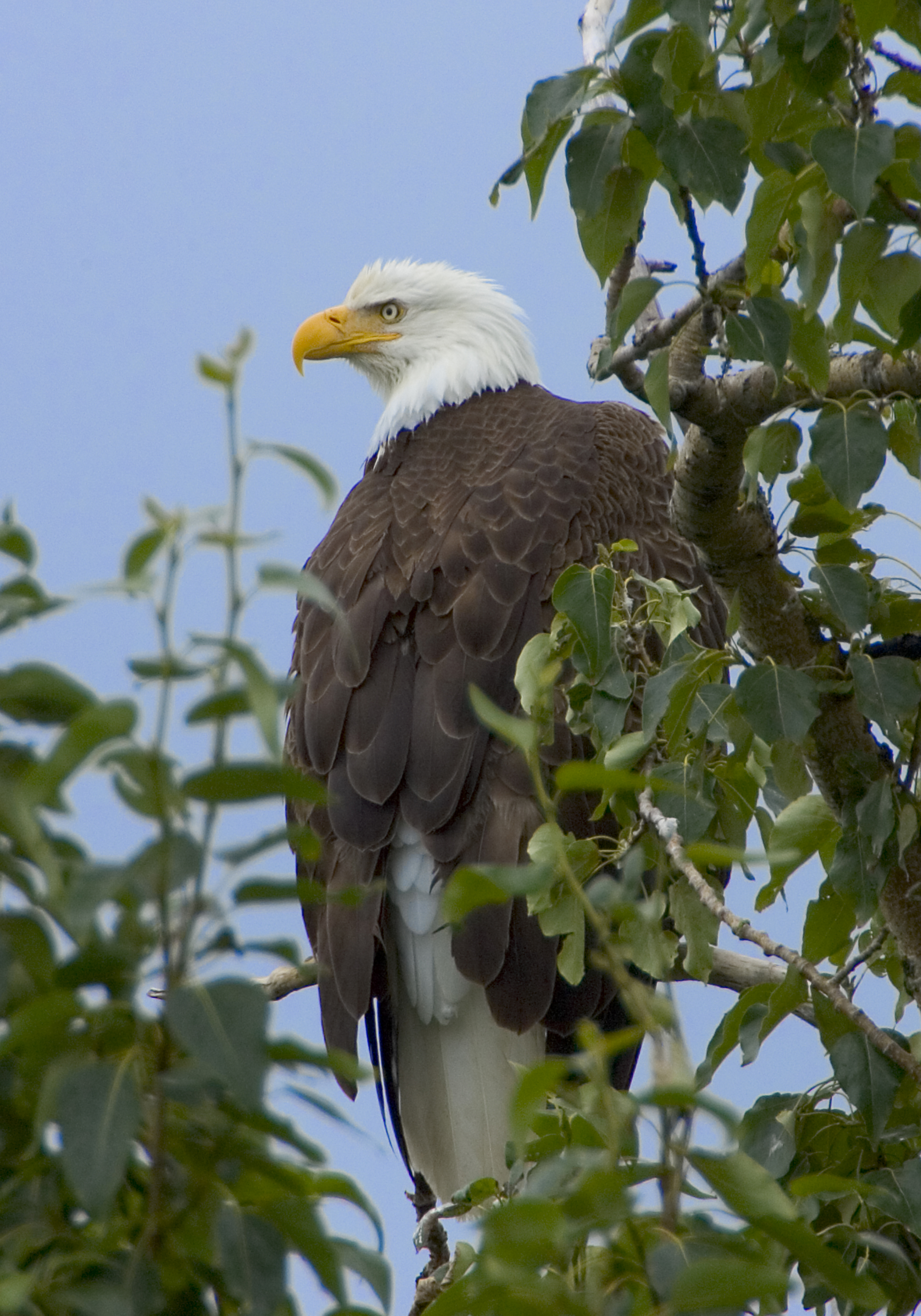
Pygargue à tête blanche.
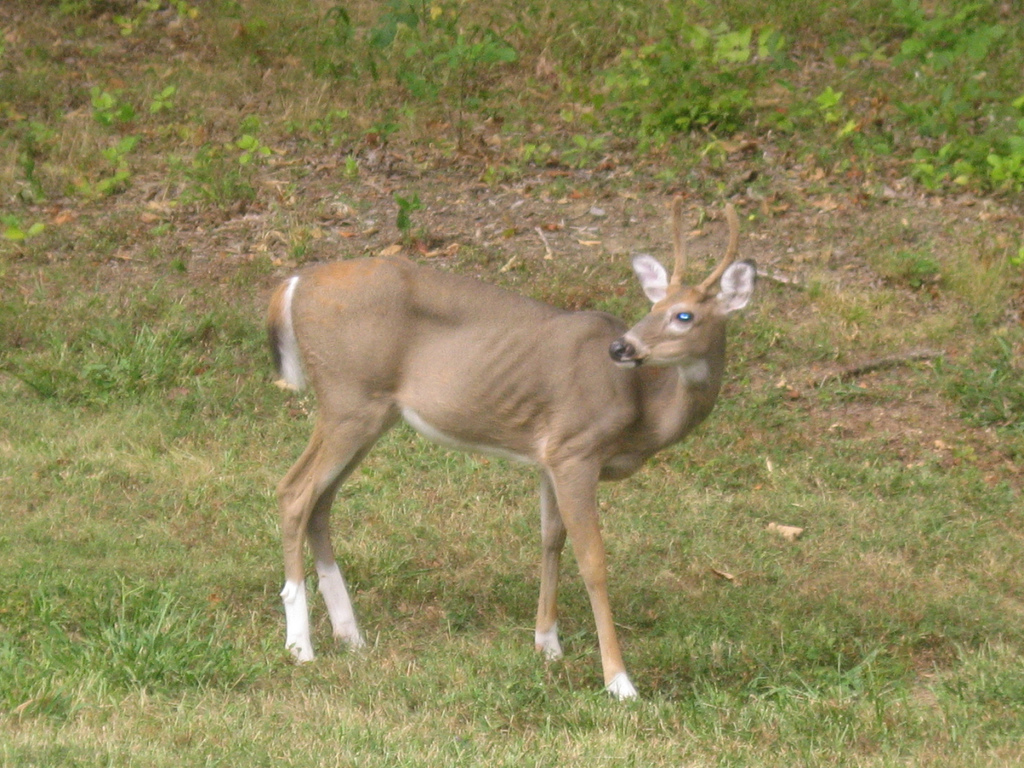
Cerf de Virginie.
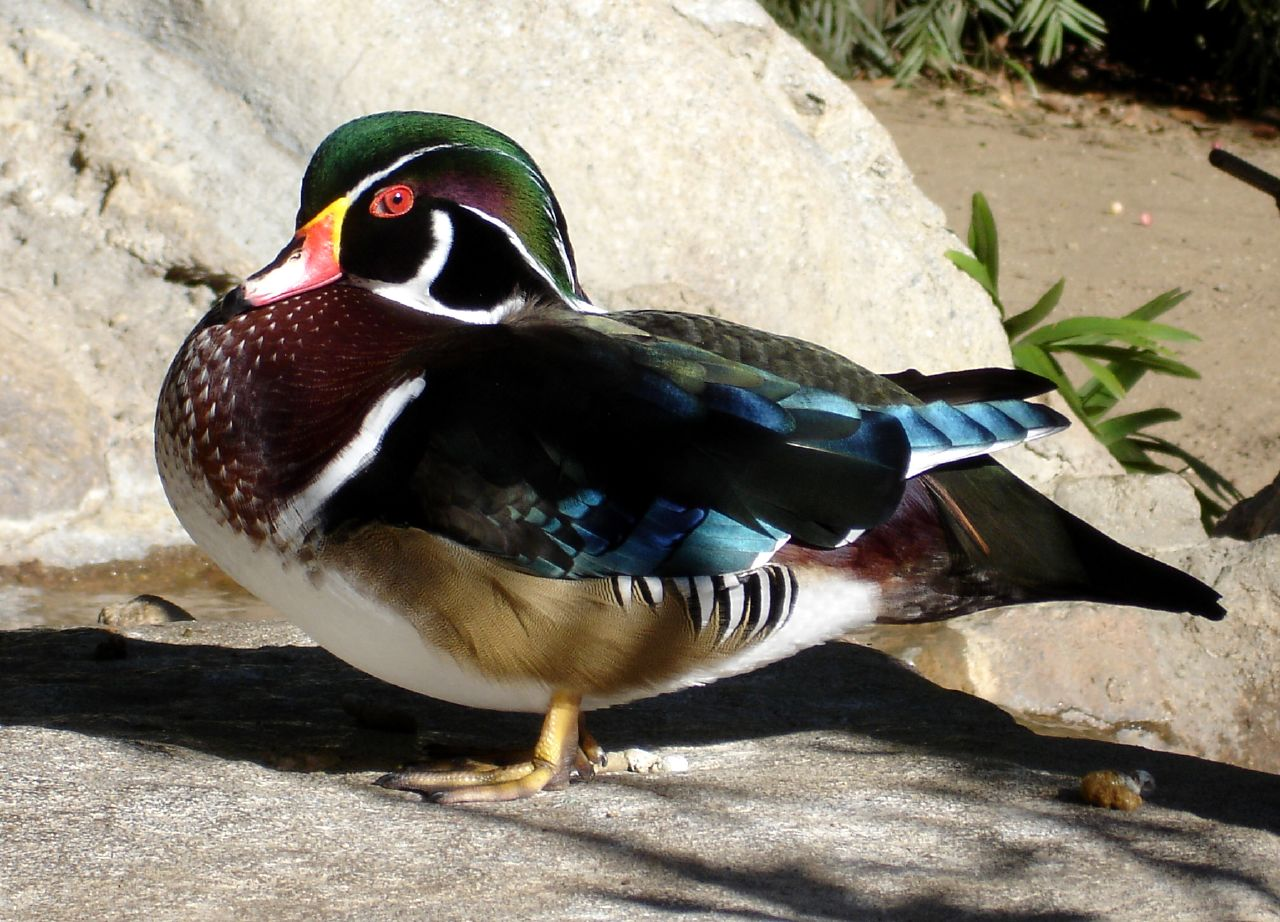
Canard branchu.
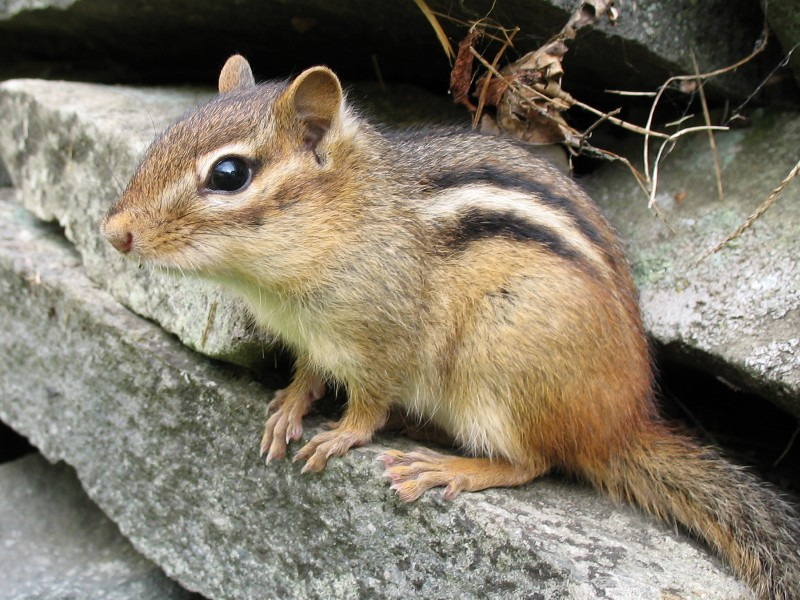
Tamia rayé.

### Flore
Avec une surface atteignant les 214 km2, le parc abrite à sa surface une végétation florissante et diversifiée. Le parc est, en effet, situé dans une zone de transition entre les grandes prairies et les forêts sèches de chênes-caryers à l'ouest, les forêts mésophytes humide à l'est, le climat subtropical au sud et le climat froid du nord. La zone de Mammoth Cave matérialise ainsi la frontière entre plusieurs aires de répartition naturelle de plantes.
Cette zone de rencontre entre les différentes aires végétales abrite plus de 1 300 espèces de plantes, parmi lesquelles on peut trouver 84 espèces d'arbres, 28 espèces d'arbustes et de plantes grimpantes, 29 espèces de fougères, 209 espèces de fleurs, 67 espèces d'algues, 27 espèces de champignons et 7 espèces de mousses.
Cette forêt tempérée de caducifoliés est dominée par les chênes (notamment par les chênes blancs, noirs et les châtaigniers), ainsi que par les caryers et quelques hêtres, frênes, érables, tulipiers et genévriers de Virginie. Dans le Nord du parc, des tsugas, des bouleaux jaunes, des magnolias parasols et des houx se développent dans les gorges gréseuses.
Des conditions locales d'humidité, d'acidité ou de température peuvent également permettre le développement de niches végétales ou animales. L'humidité qui règne autour des cours d'eau favorise ainsi la croissance de plantes parfois rares comme l'utriculaire, l'herbe aux flèches, la laîche, le jonc ou la violette lancéolée (Viola lanceolata). Le parc offre également une large place à l'herbe caractéristique du Kentucky, le pâturin des prés, que l'on retrouve le long des routes ou dans des prairies. Cette herbe, qui se nomme Blue Grass (Herbe bleue) en Amérique du Nord, a donné son nom à la proche région de Bluegrass.

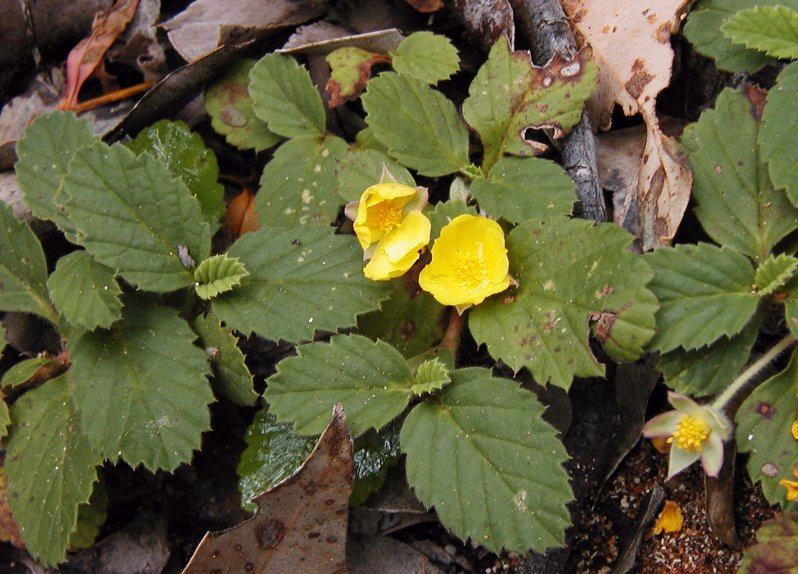
Hibbertia grossulariifolia.
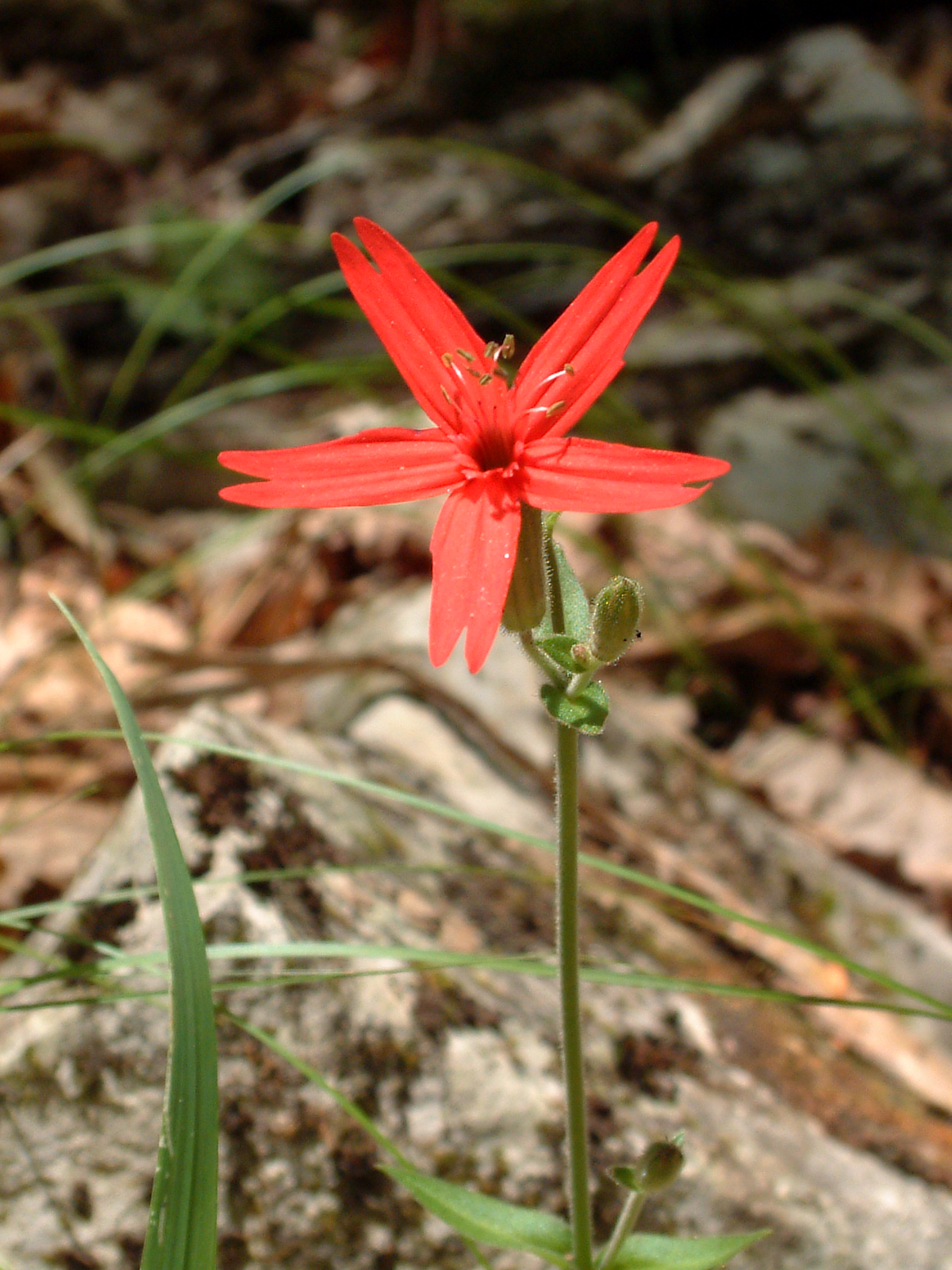
Silene virginica.
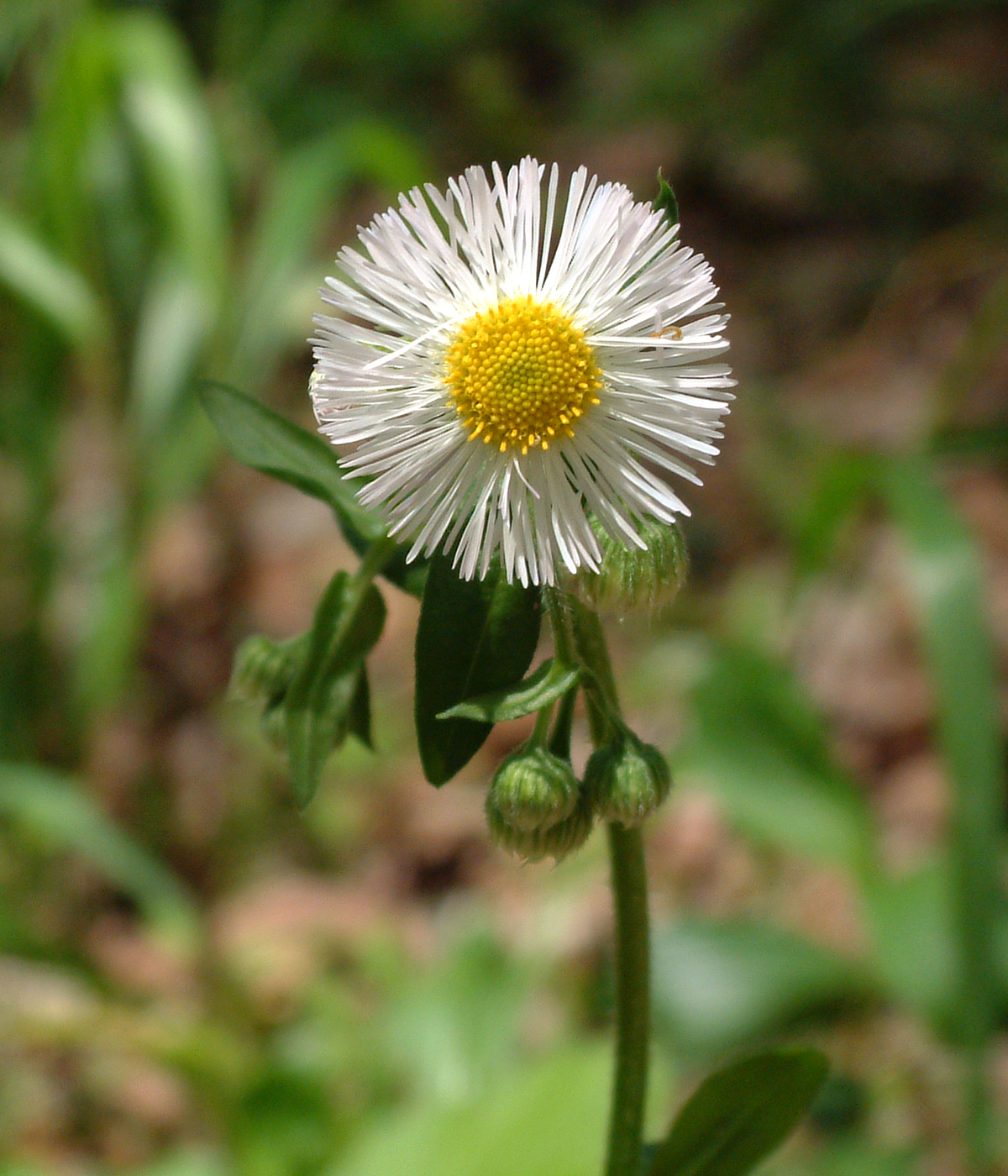
Vergerette annuelle.
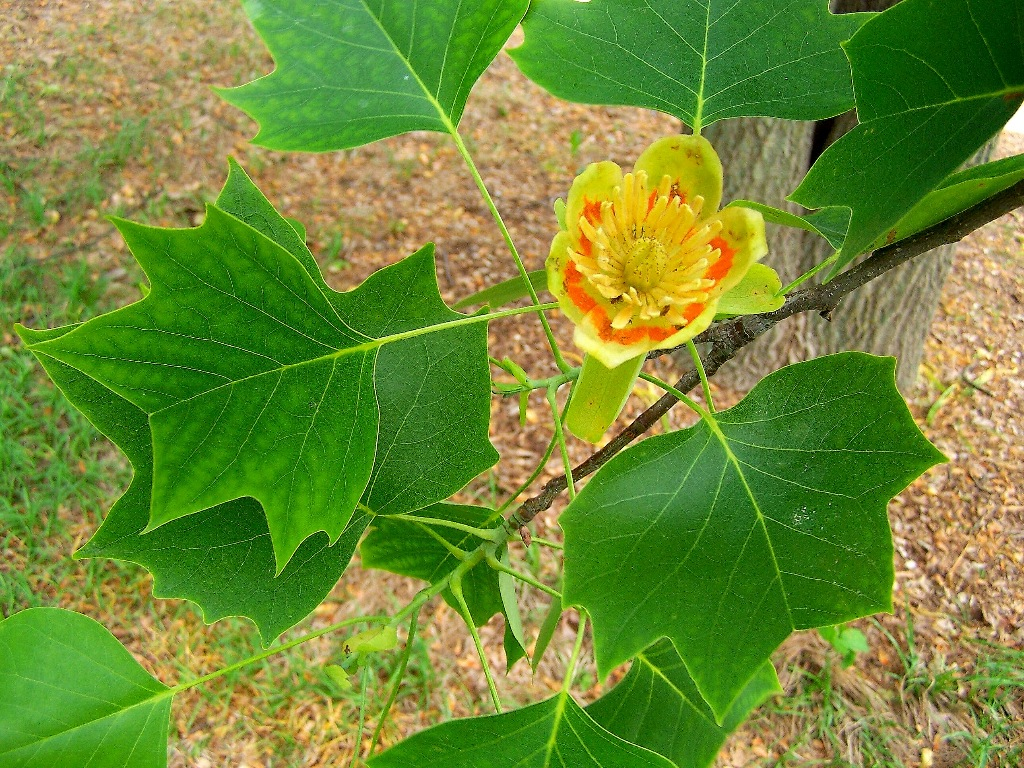
Fleur de tulipier de Virginie.

## Histoire
La relation qui lie les hommes à la Mammoth Cave dure depuis près de six millénaires et a connu de nombreuses phases, que ce soit de l'exploration jusqu'à son exploitation, en passant par son influence culturelle dans la région. Il s'agit d'une interaction perpétuelle entre l'homme et son environnement.

### Préhistoire

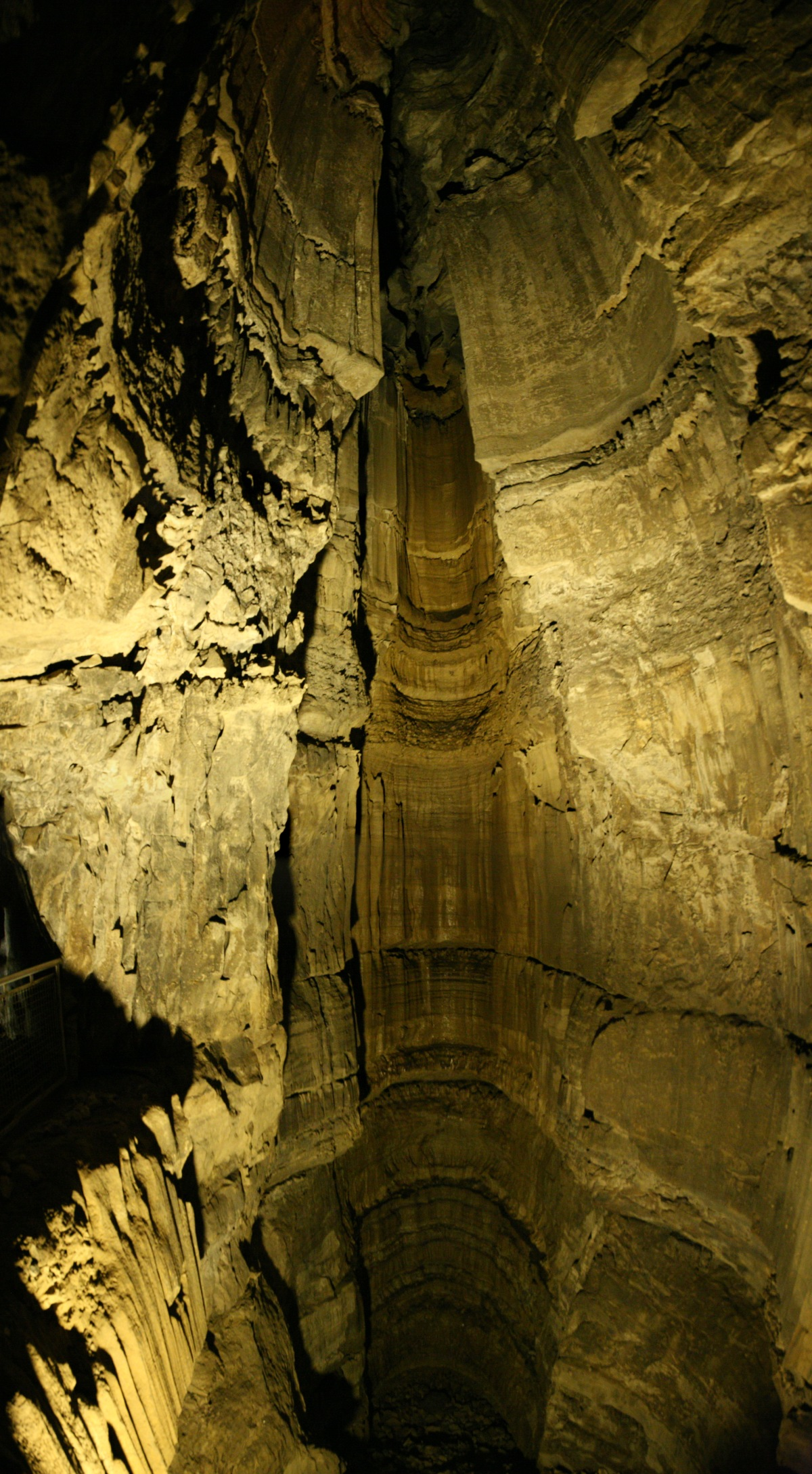
Le dôme vertical de la grotte.

Des restes humains d'Amérindiens ont été mis au jour à plusieurs reprises dans le parc de Mammoth Cave ou dans ses environs, au XIXe siècle et XXe siècle, notamment une momie découverte en 1813 et surnommée « Short Cave Mummy » (littéralement, « momie de la petite grotte »),. Dans la plupart des cas, on a retrouvé des signes indiquant que les momies ont été enterrées intentionnellement, selon les pratiques funéraires de l'époque pré-colombienne.
Toutefois, en 1935, Grover Campbell et Lyman Cutliff ont découvert les restes d'un homme qui fait exception à ces pratiques. La victime a en effet été retrouvée sous un énorme rocher, ce qui semble indiquer qu'en déblayant des gravats, le minier précolombien a probablement libéré un rocher qui lui a roulé dessus,. Les restes de cette victime, surnommée « Lost John » (« John l'égaré »), ont été exposés au public dans les années 1970, avant d'être enterrés dans un lieu tenu secret au sein de Mammoth Cave face aux polémiques. En effet, cette décision a été prise à la fois pour des raisons de préservation et pour des raisons politiques à cause de l'exacerbation des sensibilités en provenance des tribus amérindiennes émergentes.
À la fin des années 1950, des recherches ont été effectuées par l'archéologue Patty Watson de l'université Washington de Saint-Louis. Celles-ci ont permis d'en apprendre davantage sur le mode de vie des derniers peuples archaïques et des nouveaux peuples des forêts qui ont exploré et utilisé les grottes de la région. Grâce à l'environnement protégé des grottes, l'équipe du Dr Watson a pu effectuer une datation par le carbone 14 de restes alimentaires pour déterminer l'âge des spécimens et pour analyser leur contenu. Les résultats obtenus à partir de restes couvrant plusieurs milliers d'années ont permis de mettre en évidence une évolution des comportements alimentaires en passant d'un mode de chasseur-cueilleur à celui de la domestication des plantes et de l'agriculture. Les archéologues ont également découvert des indices selon lesquels ces premiers hommes récoltaient des cristaux et des minéraux dans les grottes de Mammoth Cave.
Une autre technique employée lors des fouilles archéologiques à Mammoth Cave était l'archéologie expérimentale : les explorateurs modernes descendaient dans la grotte en utilisant les mêmes technologies que celles employées par les anciennes cultures. L'objectif était de mieux comprendre les problèmes rencontrés par les anciennes tribus qui ont exploré la grotte, en plaçant les chercheurs dans la même situation physique.
Les lois fédérales et celles de l'État du Kentucky protègent les restes humains et les vestiges archéologiques trouvés lors de fouilles. La base de l'archéologie quand on découvre un objet est de déterminer sa position et son environnement précis. Le plus petit déplacement d'un objet préhistorique peut le rendre inexploitable dans le cadre d'une activité de recherche. Afin d'éviter toute perturbation, certaines zones de la grotte restent inaccessibles à moins d'avoir une tâche spécifique à y réaliser.
Outre les restes qui ont été découverts près de l'entrée historique de Mammoth Cave, des restes de torches de cannes amérindiennes ont été retrouvés dans la grotte Salts à Flint Ridge.

### XVIIIesiècle
La zone connue sous le nom de « lot de Pollard » et s'étendant sur 130 km2 a été vendue par William Pollard, le 10 septembre 1791, à la ville de Philadelphie. Le 3 juin 1796, un marchand américain originaire du Yorkshire, Thomas Lang Jr, a fait l'achat de 80 km2 situés entre la rive nord de Bacon Creek et la Green pour un montant de 4 116,13 £. Ces terres ont toutefois été perdues au profit du comté à la faveur d'une créance fiscale lors de la guerre de 1812.
La légende veut que le premier Européen à avoir découvert Mammoth Cave était John Houchin, en 1797. Alors qu'il chassait, Houchin poursuivit un ours blessé jusqu'à la grande entrée de la grotte située à proximité de la rivière Green. Cependant, Brucker et Watson ont remis en cause cette découverte dans The Longest Cave en affirmant que la caverne était « probablement déjà connue avant cette date ».
Le terrain abritant cette entrée historique a été arpenté et enregistré pour la première fois en 1798 au nom de Valentin Simons. Simons commença à exploiter Mammoth Cave pour ses réserves de salpêtre. Le nitrate de calcium (Ca(NO3)2) contenu dans le guano des chauves-souris était alors récolté puis converti, par métathèse à l'aide de potasse (carbonate de potassium, K2CO3), en nitrate de potassium (KNO3) ou salpêtre, un des éléments nécessaires à la préparation de la poudre à canon.

### XIXesiècle

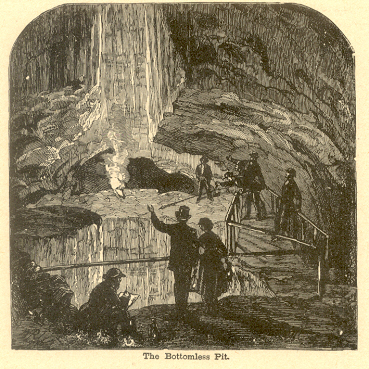
Gravure de 1887 montrant le gouffre de Bottomless.

Pendant la guerre de 1812, Valentine Simon et les autres propriétaires du site prirent de l'importance avec l'envolée du cours du salpêtre. En effet, le blocus britannique des ports américains empêchait tout ravitaillement en salpêtre et donc en poudre à canon, ce qui conduisit à la diminution progressive des stocks de poudre dans les casernes. Par conséquent, les prix à la vente grimpèrent en flèche et les sites utilisant l'extraction de nitrates, comme à Mammoth Cave, dégagèrent davantage de bénéfices.
En juillet 1812, la cave a été rachetée par Charles Wilkins et un investisseur de Philadelphie nommé Hyman Gratz. C'est alors que débuta réellement l'exploitation à l'échelle industrielle des gisements de nitrate de calcium, présents dans la roche des grottes. Après que la moitié des parts de la firme fut rachetée pour 10 000 $, l'entreprise enregistra de lourdes pertes à l'issue de la guerre et finit par fermer ses portes. Le site devint alors une attraction touristique mineure dont l'activité était centrée autour d'une momie amérindienne découverte à proximité.
À la mort de Wilkins, ses exécuteurs testamentaires ont liquidé ses parts dans la grotte en les revendant aux Gratz. Au printemps 1838, les frères Gratz revendent à nouveau la grotte à Franklin Gorin, pour qui le but était d'en faire une attraction touristique (le marché du salpêtre s'étant effondré depuis bien longtemps). Gorin utilisait ses propres esclaves pour faire les guides touristiques dans les grottes. Parmi ses esclaves figurait l'une des personnes qui a apporté le plus dans la compréhension de la grotte et a contribué à en faire une place touristique de premier plan : Stephen Bishop. Cet esclave afro-américain qui a officié en tant que guide des années 1840 à 1850, a été l'un des pionniers en termes de cartographie des grottes et est à l'origine de la dénomination de nombreuses grottes.

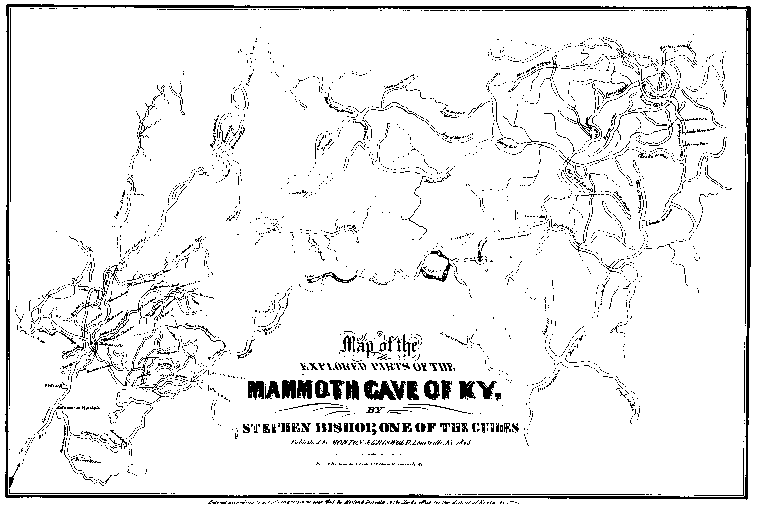
Carte de la grotte, datant de 1842, réalisée par Stephen Bishop.

Stephen Bishop a découvert Mammoth Cave pour la première fois en 1838, grâce à Franklin Gorin. Après la mort de Bishop, Gorin a écrit :
« J'ai installé un guide dans la grotte, le grand et célèbre Stephen, et il nous a aidé à faire de nouvelles découvertes. Il fut le premier à avoir jamais franchi le gouffre de Bottomless et nous sommes, Stephen, moi et une autre personne dont j'ai oublié le nom, les seuls à être descendus tout en bas du dôme de Gorin, à ma connaissance.
« Après que Stephen eut traversé le gouffre de Bottomless, nous avons découvert toute une partie des grottes qui était jusqu'alors inconnue. Avant ces découvertes, toute l'attention était focalisée sur ce qui est aujourd'hui connu sous le nom de « Vieille Grotte »… mais aujourd'hui la quasi-totalité des grottes sont connues, même si, comme Stephen avait coutume de le dire, elles étaient "grandes, sombres et étranges" ».
En 1839, le docteur John Croghan de Louisville décide de racheter l'ensemble du domaine de Mammoth Cave, ainsi que Bishop et les autres esclaves de Franklin Gorin. Croghan pensait que les vapeurs de la grotte pouvaient guérir les malades atteints de tuberculose et voulait donc y ouvrir un hôpital pour tuberculeux dans la grotte. Une épidémie généralisée de tuberculose finit par avoir raison de Bishop et Croghan.
Tout au long du XIXe siècle, la renommée de Mammoth Cave n'a cessé de croître, de sorte que la grotte est rapidement devenue une sensation internationale. Dès les années 1860, elle fait l'objet d'une exploitation touristique. La grotte a notamment attiré l'attention d'auteurs comme Robert M. Bird, le révérend Robert Davidson, le révérend Horace Martin, Alexander C. Bullitt, Nathaniel Parker Willis (qui l'a visité en juin 1852), Bayard Taylor (en mai 1855), William Stump Forwood (au printemps 1867), le naturaliste John Muir (début septembre 1867), le révérend Horace Carter Hovey et bien d'autres encore. Elle fut également visitée par l'acteur Edwin Booth, la chanteuse Jenny Lind (le 5 avril 1851) et le violoniste Ole Bull.

### La guerre des grottes du Kentucky (1900-1925)

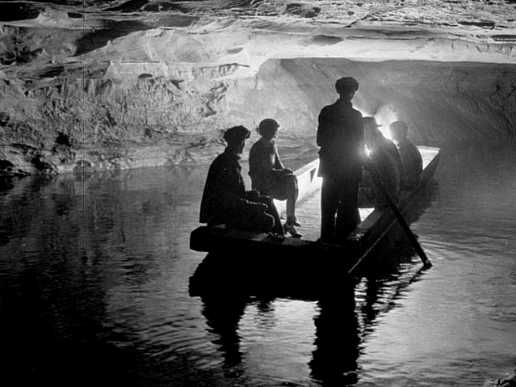
Une grotte inondée de Mammoth Cave, au début du XXe siècle.

La pauvreté des terres avoisinant les grottes de Mammoth Cave rendait la vie agricole difficile. Les propriétaires locaux de grottes ont alors voulu tirer profit du succès touristique de Mammoth Cave. La « guerre des grottes du Kentucky » a été une période de concurrence amère entre les grottes de la région pour attirer les touristes. Les propriétaires usaient ainsi largement de tactiques visant à tromper les visiteurs pour les attirer vers leur propre grotte. Ils plaçaient notamment des panneaux indiquant de fausses informations le long des routes menant à Mammoth Cave. Au début de l'ère automobile, il était également courant de dépêcher un représentant qui sautait de voiture en voiture pour « expliquer » aux visiteurs que Mammoth Cave avait été fermé, s'était effondré, était en quarantaine ou tout simplement inaccessible.
En 1906, Mammoth Cave est devenu accessible par bateau à vapeur grâce à la construction d'un barrage à Brownsville. La construction de ce barrage a eu un impact à long terme non seulement sur le biotope de la grotte, mais également sur l'exploration de la grotte.
En 1908, un jeune ingénieur allemand des mines, Max Kaemper, est arrivé à la grotte. Il venait juste de recevoir son diplôme d'une université technique et sa famille avait décidé de l'envoyer faire un voyage à l'étranger pour le récompenser de son succès. À l'origine, il avait l'intention de ne passer que deux semaines à Mammoth Cave, mais Kaemper y est finalement resté plusieurs mois. Avec l'aide du descendant d'un esclave, Ed Bishop, Kaemper a réalisé un relevé topographique précis de la grotte sur de nombreux kilomètres, incluant également de nombreuses découvertes. D'après certaines informations, Kaemper a également réalisé une étude de la surface située au-dessus des grottes : cette étude aurait notamment permis de découvrir de nouvelles entrées à la grotte, dont celle qui a permis l'ouverture de l'entrée de Violet City.

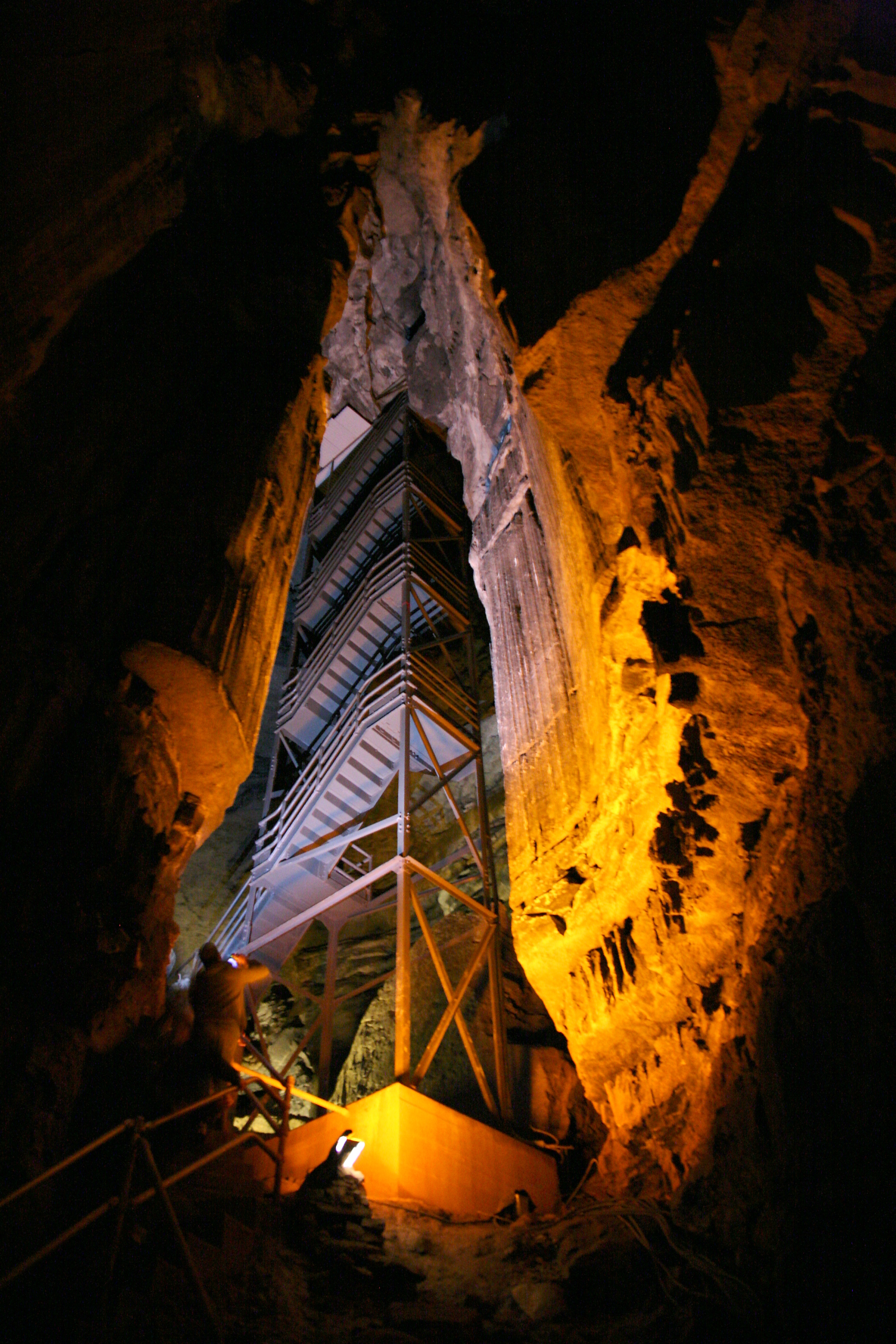
Escaliers dans le dôme de Mammoth.

La famille Croghan a depuis supprimé les repères topographiques présents sur la carte de Kaempers. Le travail accompli par Kaemper sur la carte d'une portion des grottes apparait comme un succès cartographique. En effet, ce n'est qu'au début des années 1960, avec l'avènement de l'exploration moderne, que ces passages ont été étudiés et cartographiés avec une plus grande précision. Kaemper est ensuite rentré à Berlin, sans que jamais personne dans la région de Mammoth Cave ne s'intéresse à sa disparition. Ce n'est qu'au début du XXIe siècle qu'un groupe de touristes allemands, après avoir visité la grotte, entama des recherches sur la famille de Kaemper. Ils découvrirent que le jeune Kaemper fut tué huit ans après son retour, lors de la guerre de tranchées de la bataille de la Somme (1916), pendant la Première Guerre mondiale.
Le célèbre explorateur français de grottes Édouard-Alfred Martel a également visité la grotte pendant trois jours en octobre 1912. Bien qu'il n'a pas eu accès aux données topographiques du site, Martel fut autorisé à faire des observations barométriques dans la grotte afin de déterminer l'altitude relative des différentes zones de la grotte. Il a ainsi pu identifier différents niveaux et noter à juste titre que le niveau de la rivière Echo, à l'intérieur de la grotte, était contrôlé par celui de la rivière Green à la surface. Martel a déploré la construction, en 1906, du barrage de Brownsville, en faisant valoir que cela rendrait impossible toute étude hydrologique complète de la grotte. Parmi ses conclusions sur le comportement hydrogéologique de Mammoth Cave, Martel spécula que Mammoth Cave était reliée aux grottes de Salts et de Colossal. Cela ne fut démontré que soixante ans plus tard.
Au début des années 1920, George Morrison dynamita un certain nombre d'entrées à Mammoth Cave sur des terres n'appartenant pas au domaine des Croghan. En l'absence de publication des données topographiques récoltées par Kaemper, Bishop et d'autres, pour déterminer l'étendue réelle de la grotte, il est désormais formellement démontré que les Croghan ont exploité, pendant de nombreuses années, des portions de Mammoth Cave qui n'étaient pas situées sous leurs terres. Des actions en justice ont été intentées et, à une certaine époque, les différentes entrées de la grotte furent exploitées en parallèle par plusieurs concurrents.
Au début du XXe siècle, Floyd Collins a également exploré le système des grottes de Flint Ridge, pendant près de dix ans, avant de mourir en 1925 dans la grotte de Sand. Alors qu'il explorait un passage étroit de cette grotte, un rocher se délogea et tomba sur sa jambe. Il n'a pas réussi à se libérer tout seul et des tentatives de le sauver firent sensation dans les médias. On compte parmi l'héritage de ses travaux d'explorations, la découverte de la grotte de cristal de Floyd Collins et la grotte de Salts.

### La création du parc national (1926-1941)

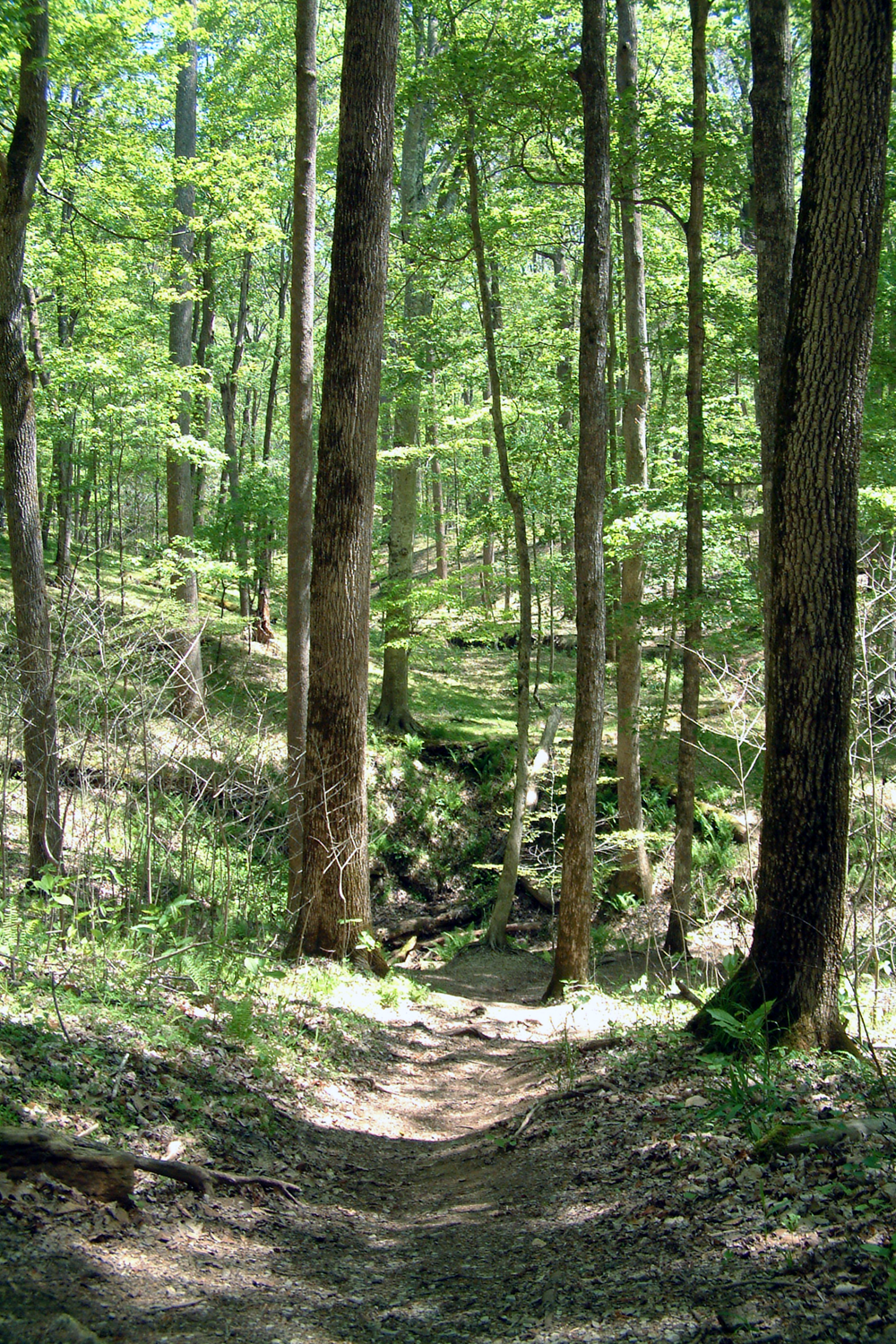
Sentiers à travers le parc.

À la mort du dernier héritier des Croghan, un élan en faveur de la création du parc national de Mammoth Cave se développa parmi les riches citoyens du Kentucky. En 1926, des citoyens constituèrent l'association du parc national de Mammoth Cave et obtinrent finalement une autorisation de principe du parc, le 25 mai 1926.
Les donations reçues furent utilisées pour acheter des fermes de la région, pendant que plusieurs expropriations administratives permirent d'acquérir de nombreuses voies situées à l'intérieur des frontières proposées pour le parc national. Contrairement à la création d'autres parcs nationaux dans l'Ouest américain où la densité de population est faible, des milliers de personnes ont dû être déplacées de force lors du processus. Ces expropriations se sont souvent mal déroulées, car les propriétaires fonciers estimaient ne pas avoir été payés de manière suffisante. Encore aujourd'hui, l'amertume résonne dans la région.
Pour des raisons juridiques, le gouvernement fédéral n'obtint pas le droit de rétablir ou de développer les fermes qui avaient été détruites, tant que l'association la possèderait. Cette règlementation a été contournée par l'installation d'un « maximum de quatre » camps de Civilian Conservation Corps, entre mai 1933 et juillet 1942,. Le National Park Service annonça, le 14 mai 1934, que la surface minimum pour la création du parc était atteinte et, le 22 mai 1936, que la surface minimum avait été atteinte pour bénéficier d'une administration et d'une protection.
Le parc national de Mammoth Cave fut officiellement inauguré le 1er juillet 1941. La coïncidence veut que la même année vit la naissance de la National Speleological Society. Le deuxième surintendant intérimaire de l'association du parc, R. Taylor Hoskins, devint ainsi le premier surintendant officiel de 1941 à 1951. La nouvelle entrée, fermée aux visiteurs depuis 1941, fut rouverte le 26 décembre 1951 et devint alors l'entrée utilisée pour le début de la visite du « Niagara gelé ».

### Le développement du parc (1954-1972)

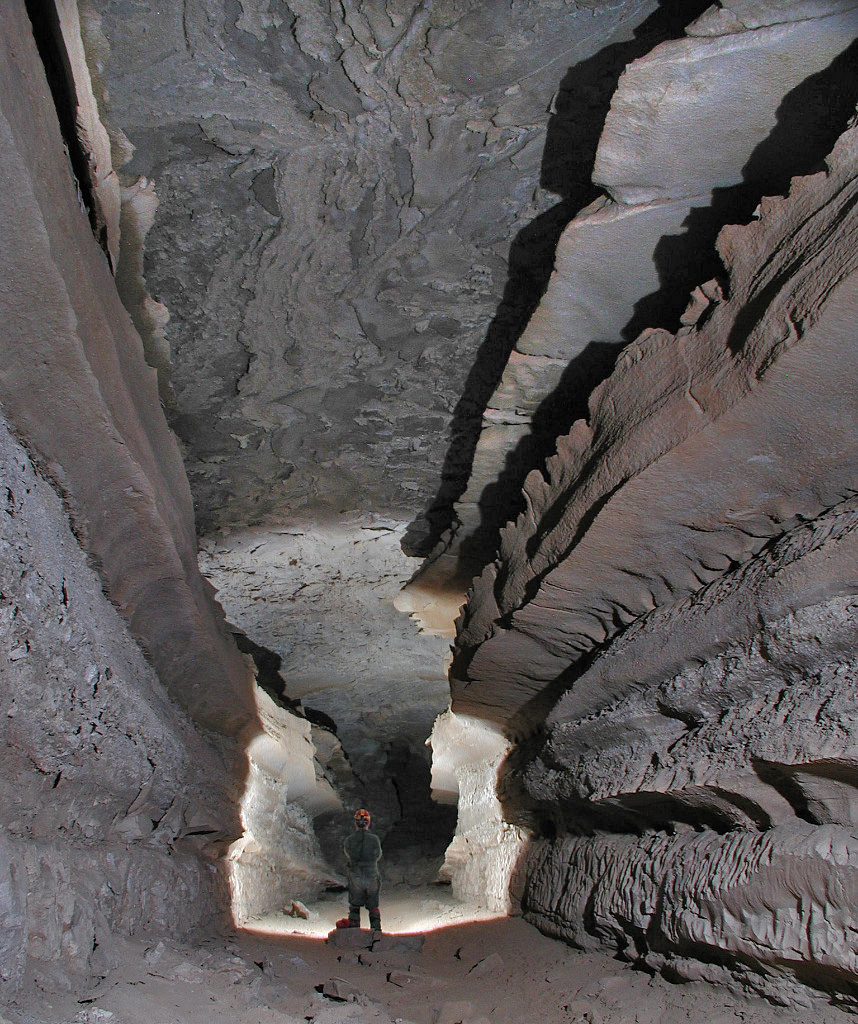
Passages typiques de la grotte, les vadoses sont creusées par les cours d'eau souterrains.

En 1954, le parc national de Mammoth Cave possédait toutes les terres comprises à l'intérieur de ses limites, à l'exception de deux étendues privées. L'une d'elles, la vieille ferme de Lee Collins, avait été vendue au propriétaire de la grotte de Kentucky Horse, Harry Thomas. Son petit-fils, William "Bill" Austin, exploita la grotte de Crystal de Collins pour entrer en concurrence directe avec le parc national, qui était dès lors contraint de maintenir les routes menant à cette propriété. En février 1954, à l'invitation d'Austin, la National Speleological Society organisa une expédition de deux semaines dans ses grottes, plus connue sous le nom d'expédition C-3 (pour Collins Crystal Cave).
L'expédition C-3 attira l'intérêt du public grâce notamment à un essai photographique publié par Robert Halmi (dans Sports Illustrated ou dans le magazine Look) et, plus tard, à la publication d'un récit de l'expédition. L'expédition a prouvé de façon concluante que des passages dans la grotte de Crystal s'étendaient jusqu'à Mammoth Cave, ou du moins qu'ils s'étendaient au-delà des limites de la propriété de la grotte de Crystal. Toutefois, cette information fut gardée secrète par les explorateurs, car ils craignaient que le service des parcs nationaux ne leur interdise toute exploration s'il venait à être au courant.
En 1955, la grotte de Crystal fut reliée à la grotte Unknown, ce qui constitua la première connexion au système de Flint Ridge. Après les conclusions de l'expédition C-3, certains des participants souhaitaient poursuivre leurs explorations et organisèrent un groupe nommé Flint Ridge Reconnaissance, sous la direction d'Austin, Jim Dyer, John J. Lehrberger et du Dr Robert E. Pohl. Cette organisation a par la suite pris une forme légale, en 1957, sous le nom de Cave Research Foundation (littéralement, Fondation pour la recherche des grottes). L'organisation cherchait à légitimer les activités des explorateurs de grottes grâce à l'appui de la recherche scientifique et académique.

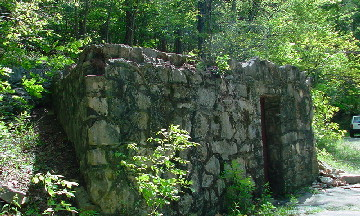
La Great Onyx Cave Entrance, inscrite au Registre national des lieux historiques.

En 1960, les grottes de Colossal et de Salts furent reliées et, en 1961, toutes les grottes d'entrée au système de Flint Ridge étaient connectées. En mars 1961, la propriété de la grotte de Crystal a finalement été rachetée par le National Park Service pour un montant de 285 000 $. À la même époque, la propriété de la grotte de Great Onyx, le dernier terrain privé au sein du parc, fut également rachetée pour 365 000 $. La Cave Research Foundation fut néanmoins autorisée à continuer ses explorations grâce à la conclusion d'un accord avec le service des parcs nationaux.

### La connexion entre Flint et Mammoth (1972)

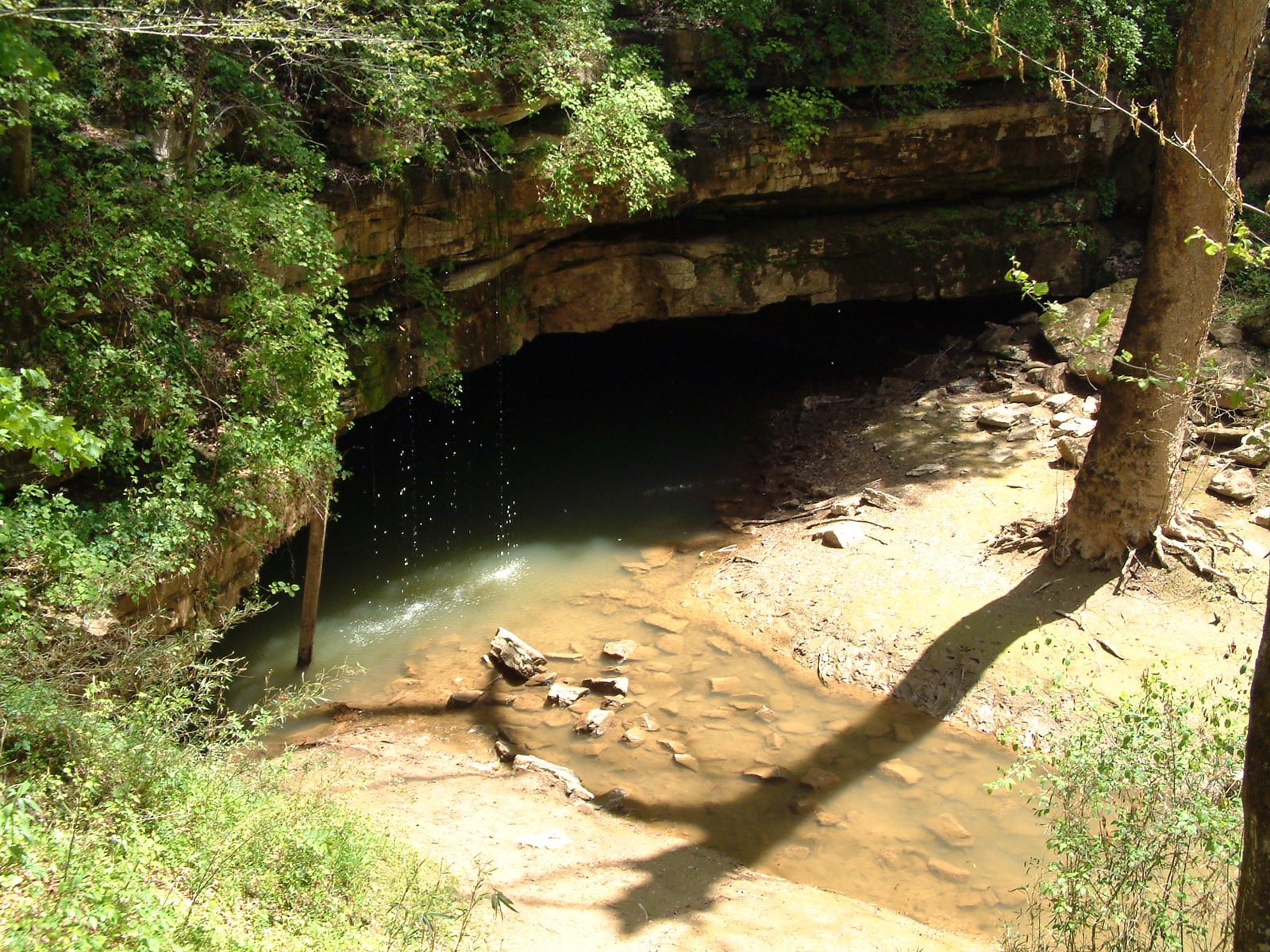
La rivière Styx, l'une des voies d'eau semi-souterraines de la grotte, qui émerge à la surface du parc.

Le 9 septembre 1972, une équipe de cartographes de la Cave Research Foundation menée par le Dr John P. Wilcox a réussi à suivre un passage étroit et humide qui relie deux des plus longs systèmes de grottes de la région : le système de grottes de Flint Ridge et celui de Mammoth Cave. Cette connexion a fait du système combiné Flint-Mammoth le plus long système de grottes au monde. Le système de Flint Ridge a d'ailleurs récemment surpassé la grotte qui détenait le record de longueur, la grotte d'Hölloch, en Suisse.
Par la suite, un autre voyage vers la jonction, désormais connue sous le nom de Tight Spot, fut organisé. Ce nom, qui signifie littéralement « point étroit », vient du fait qu'il agit comme un filtre pour spéléologues : le passage est si étroit que seules des personnes minces peuvent s'y faufiler. L'expédition, composée de Crowther, Wilcox, Zopf et Tom Brucker, trouva le nom de « Pete H » gravé sur le mur avec une flèche pointant dans la direction de Mammoth Cave. Le nom aurait été sculpté par Pete Hanson, qui explorait activement la grotte dans les années 1930. Celui-ci a été tué durant la Seconde Guerre mondiale. Ce passage a été nommé la « rivière perdue d'Hanson » pour cette raison.
Lors de l'expédition du 9 septembre, en suivant le cours de la rivière perdue de Hanson, l'équipe a rejoint le Cascade Hall de Mammoth Cave, preuve définitive que ces grottes étaient reliées. John Wilcox émergea de l'eau profonde et vit une ligne horizontale se dessiner au-dessus de son champ de vision. Cette ligne s'est avérée être une main-courante pour les touristes. Il s'est alors exclamé : « un petit pas pour un homme dans la conquête de l'Everest de la spéléologie ». En effet, sur les nombreux kilomètres de galeries et de grottes que contient Mammoth Cave, seule une petite fraction est équipée de rampes et d'éclairage. Il est donc remarquable que le point de jonction entre les deux systèmes fut situé dans un lieu tout à fait familier.

### Développements récents

Plan de Mammoth cave en 2021

D'autres connexions entre Mammoth Cave et de petites grottes ou des systèmes de cavernes ont été mises au jour, notamment celle avec les grottes de Proctor / Morrison (la grotte de Proctor a été découverte par Jonathan Doyle, un déserteur de l'armée de l'Union pendant la guerre de Sécession et était détenue par la compagnie de chemin de fer de Mammoth cave, avant d'être explorée par la Cave Research Foundation (CRF), alors que la grotte de Morrison fut découverte par George Morrison dans les années 1920) à proximité de Joppa Ridge, en 1979. Cette connexion a repoussé la frontière de l'exploration de Mammoth Cave vers le sud-est.
Parallèlement, un groupe indépendant appelé le Central Kentucky Karst Coalition (CKKC) a découvert plusieurs dizaines de kilomètres de galeries, à l'est du parc, dans les grottes de Roppel (du nom de l'explorateur Jerry Roppel qui les a découvertes en 1976, avec Jim Currens et James Borden). Le 10 septembre 1983, une connexion a été établie entre la section Proctor / Morrison du système de Mammoth Cave et la grotte de Roppel. La liaison a été réalisée par deux équipes mixtes composées d'explorateur de la CRF et de la CKKC. Chaque équipe est entrée par une entrée différente et elles se sont rencontrées au milieu, démontrant ainsi la connexion. Au total, ils ont mis au jour plus de 480 km. Des découvertes supplémentaires ont depuis lors poussé ce total à plus de 591 km.
En 2005, une autre connexion a été découverte dans la portion de la grotte de Roppel avec une autre grotte située sous Eudora Ridge (initialement découverte en 2003 par Alan Canon and James Wells.
Deux autres systèmes souterrains remarquables se développent à proximité du réseau de Mammoth Cave : le Fisher Ridge Cave System est découvert en janvier 1981 par un groupe de spéléologues du Michigan associé avec la section Detroit Urban Grotto de la National Speleological Society ; le Martin Ridge Cave System (en) est découvert en 1976 par Rick Schwartz au sud de la limite du parc, puis en 1996 ce système est connecté avec Whigpistle Cave et Jackpot Caves. En 2008, le Martin Ridge Cave System atteint 55 km de développement ; en 2019, le Fisher Ridge Cave System (en) dépasse les 209 kilomètres de développement et devient ainsi la 10e cavité naturelle la plus longue du monde. Les explorations de ces deux réseaux se poursuivent.

## Impact économique
Bien que le rôle principal des parcs nationaux soit de protéger des zones naturelles, il remplit également un rôle dans le développement des zones rurales. L'activité touristique du site a en effet engendré l'installation de nombreuses infrastructures à la fois pour faire face à l'afflux de touristes (hôtellerie et restauration) mais également pour proposer des activités récréatives. Le tourisme permet ainsi de générer de l'emploi, d'accroître les revenus liés aux taxes et de récupérer une partie des revenus externes. Depuis le pic de 1977, où le parc a attiré plus de 1,8 million de touristes, la fréquentation est restée assez stable dans les années 1980. Au cours des années 1990, la fréquentation s'est accrue jusqu'à 2 millions (avec un pic de 2 396 234 personnes en 1993) et s'est brutalement effondrée à partir de 2006 et représente actuellement un flux touristique de 500 000 touristes chaque année.
Toutes les villes situées le long de l'interstate 65 furent séparées en deux, avec un nouveau nœud de développement économique situé au plus près des bretelles d'accès, drainant ainsi l'activité économique hors des centres-villes traditionnels. Contrairement à la ville de Park City qui occupait une place de premier rang à l'époque de la voie de chemin de fer, Cave City a su tirer parti du réseau autoroutier. Depuis la première moitié du XXe siècle, c'est désormais elle qui draine l'essentiel de l'activité touristique de la région. La ville accueille ainsi au niveau de son échangeur six chaînes hôtelières nationales, huit franchises de fast-food et quatre grandes enseignes de station-service. Elle présente également une offre récréative riche et diversifiée : parc d'attractions, boutiques souvenirs, balades à cheval, golf miniature, musée de cire, etc.
Néanmoins, le parc a une influence négative sur les autres villes de la région qui sont moins bien situées. En effet, toutes les infrastructures touristiques étant concentrées autour de l'échangeur, il prive les villes avoisinantes de la manne financière associée. Lors d'un jugement concernant l'instauration d'une taxe sur les billets de Mammoth Cave pour compenser la perte de revenus, le juge justifia cette action en arguant que si « le Parc National de Mammoth Cave était un véritable atout national, il n'amenait que très peu de bénéfices économiques au comté d'Edmonson ». Par ailleurs, un autre facteur limitant l'implantation des industries est généré par l'interdiction du trafic de camions sur les routes du parc.

## Gestion et administration

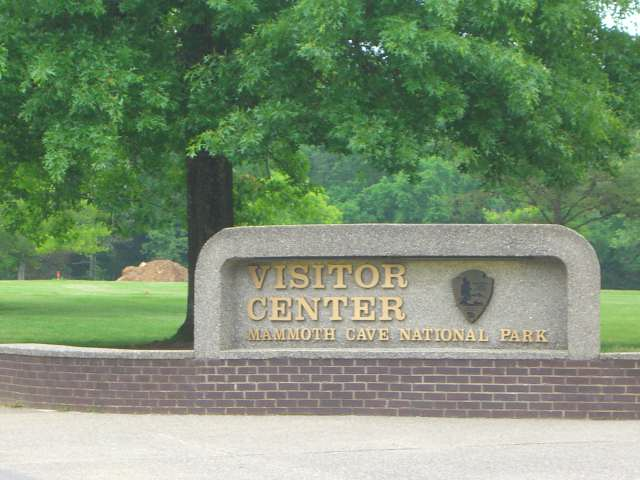
Entrée du centre touristique de Mammoth Cave.

Le parc national de Mammoth Cave est géré par une centaine d'employés du National Park Service, dont une vingtaine est rattachée à l'administration et la gestion du parc. Par ailleurs, étant situé à l'intersection de trois comtés différents, la gestion de la zone de transition est quant à elle déléguée au district chargé du développement de Barren River. C'est à ce district qu'incombe également la charge de définir la politique concernant la réserve de biosphère. Étant donné les rôles confiés au parc en 1983, à savoir la préservation de l'écosystème et le développement des intérêts éducatifs et scientifiques, le site est divisé en zones naturelles et historiques dans lesquelles les caves sont classées selon six catégories.
La zone de transition a été instaurée afin de garantir la protection de la réserve de biosphère. Elle est principalement située au sud et à l'est du site central où l'eau pluviale s'infiltre dans le système de grottes. Cette zone de transition prévoit notamment de limiter la pollution des eaux souterraines. La géologie caractéristique de Mammoth Cave joue en effet contre elle. À cause de la rapidité d'écoulement de l'eau de pluie à travers les roches sédimentaires, les habitats aquatiques de la grotte sont rapidement menacés par toute contamination extérieure : déchets humains, produits chimiques, hydrocarbures issus des forages… Les autorités locales et fédérales ont ainsi mis en place un système d'égouts dans toute la zone autour de Park City afin d'éviter toute contamination des voies d'eau. L'eau est par ailleurs utilisée pour l'agriculture, le pâturage et le tourisme ce qui implique une grande quantité de risques potentiels de contamination des eaux souterraines du système karstique. En outre, le parc a mis en place des systèmes de régulation du microclimat afin d'éviter toute mise en danger des espèces vivant dans les grottes.

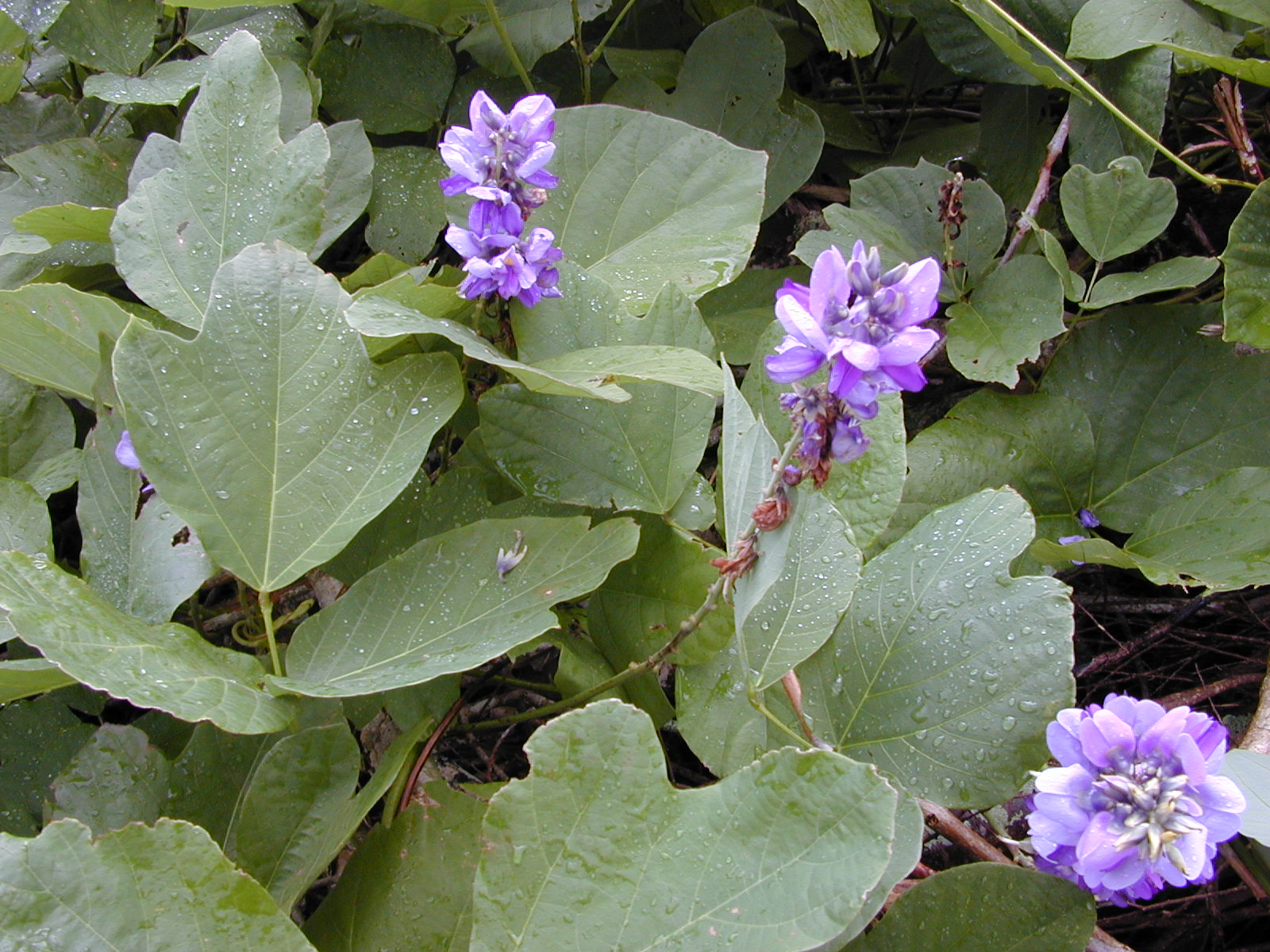
Un plant de kudzu.

Les gardes forestiers s'attachent aussi à protéger la végétation des maladies et des parasites. Le noyer cendré est ainsi menacé par une infection fongique similaire au chancre de l'écorce et au graphiose de l'orme, qui ont éradiqué le châtaignier d'Amérique et l'orme d'Amérique. En outre, des espèces de plantes exotiques invasives, telles que le chèvrefeuille, l'alliaire officinale, le kudzu, le peuplier blanc ou l'ailantes, menacent la biodiversité de l'écosystème naturel du parc national.
La qualité de l'air est également un autre sujet de préoccupation, depuis que de l'ozone a été détecté à un taux trop élevé pour la flore. Des capteurs ont en effet été installés pour surveiller la concentration d'ozone, de dioxyde de soufre, de monoxyde de carbone et de monoxyde d'azote (et ses dérivés) dans l'air ambiant.
| Nom                          | Date de prise de fonction | Date de départ     |
| ---------------------------- | ------------------------- | ------------------ |
| Robert P. Holland (intérim)  | 2 septembre 1936          | 21 juin 1938       |
| R. Taylor Hoskins            | 22 juin 1938              | 31 mars 1951       |
| Thomas C. Miller             | 1er avril 1951            | 30 juin 1954       |
| Perry E. Brown               | 1er juillet 1954          | 14 septembre 1963  |
| Paul McG. Miller             | 15 septembre 1963         | 30 décembre 1965   |
| John A. Aubuchon             | 2 janvier 1966            | 7 septembre 1968   |
| Robert H. Bendt              | 8 septembre 1968          | 23 janvier 1971    |
| Joseph Kulesza               | 21 février 1971           | 31 mai 1976        |
| Albert A. Hawkins            | 4 juillet 1976            | 11 août 1979       |
| Robert L. Deskins            | 12 août 1979              | 1er septembre 1984 |
| Richard N. Strange (intérim) | 2 septembre 1984          | 8 décembre 1984    |
| Franklin D. Pridemore        | 9 décembre 1984           | 2 janvier 1988     |
| David A. Mihalic             | 3 janvier 1988            | juillet 1994[62]   |
| Ronald R. Switzer            | mars 1995                 | janvier 2005       |
| Bruce Powell (intérim)       | janvier 2005              | janvier 2006       |
| Patrick Reed[63]             | janvier 2006              | 2012               |
| Sarah J. Craighead           | novembre 2012             | juillet 2017       |
| Barclay Trimble              | juillet 2017              |                    |

## Sites d'intérêt

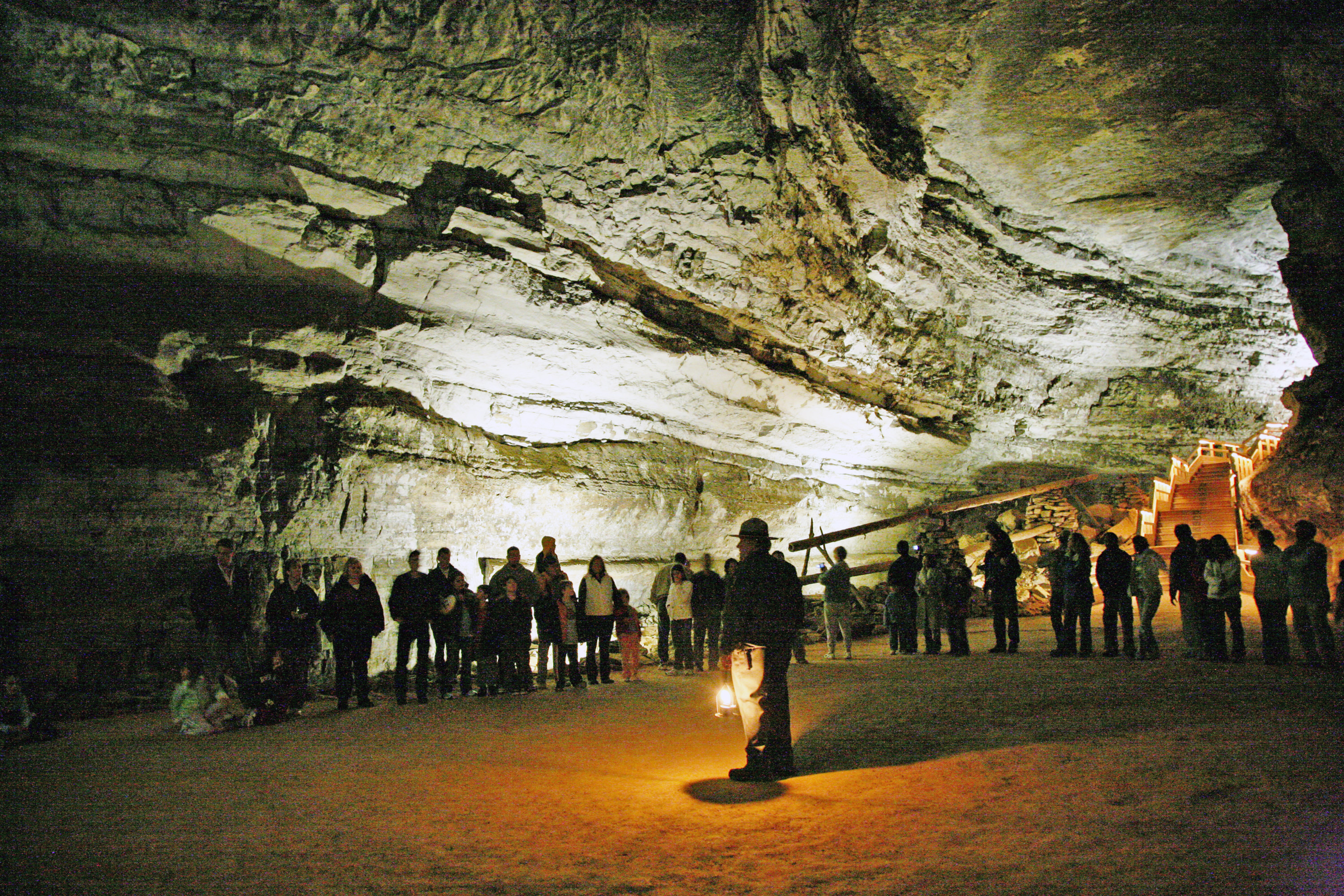
Visite de la grotte organisée par un garde forestier.

Le National Park Service propose aux visiteurs plusieurs visites de grottes. Les visites les plus demandées durent de une à six heures et font le tour des sites caractéristiques de Mammoth Cave, comme Grand Avenue, le Frozen Niagara (« Niagara gelé ») et Fat Man's Misery. Deux visites sont également proposées en alternative à celles qui se déroulent dans des grottes éclairées par des projecteurs. Chaque visiteur transporte alors sa propre lampe à paraffine. Des visites « sauvages » sont également organisées pour ceux qui sont à la recherche d'aventure et qui consistent à s'aventurer dans des zones peu ou pas aménagées, avec des chatières boueuses et des tunnels poussiéreux.
Les visites guidées du parc sont remarquables pour la qualité de leur programme, avec des graphiques accompagnant les artéfacts exposés à certains endroits. Les exposés sont menés par les guides du National Park Service, qui mettent chacun l'accent sur des spécificités différentes, de sorte qu'à chaque visite, le visiteur en apprend davantage sur les différentes facettes de la formation de la grotte ou de la vie des humains depuis la préhistoire. Plusieurs guides enrichissent leurs exposés d'une composante « théâtrale » pour divertir avec humour les visiteurs. La tradition des visites touristiques de la grotte remonte à la période juste après la guerre de 1812, avec des guides comme Stephen Bishop. Ce style d'humour fait partie intégrante de la tradition des guides et fait dûment partie du programme d'interprétation.
La visite de la rivière Echo est l'une des attractions les plus célèbres car elle consiste en une promenade en bateau le long de la rivière souterraine. Cette visite n'a plus été offerte aux visiteurs, depuis le début des années 1990, pour des raisons logistiques et environnementales.
Le Frozen Niagara (le « Niagara gelé ») est un spéléothème de travertin qui se caractérise par des roches ressemblant aux vagues d'une chute d'eau. Les formations de travertin apparaissent dans la grotte en raison de la présence de fissures et de failles dans le plafond, qui permettent à l'eau de s'infiltrer et de migrer jusque dans la chambre. La chambre du Frozen Niagara présente ainsi des stalagmites et des stalactites qui se sont formés grâce aux infiltrations d'eaux riches en minéraux. En effet, les stalactites sont issus de l'accumulation de carbonate de calcium lorsque l'eau coule du plafond de la grotte, alors que les stalagmites s'élèvent à l'endroit où tombent les gouttes s'écoulant le long des stalactites, provoquant une précipitation des minéraux. Au fil du temps, les deux spéléothèmes finissent par se rejoindre et des draperies (fluipierre) finissent par se former par précipitation sur les murs. La plupart des spéléothèmes de Mammoth Cave sont concentrés dans cette chambre car c'est la seule zone du parc à ne pas être protégée par un manteau de sable et de schiste, formant un aquiclude.
La Snowball Room (la « salle des boules-de-neige ») est une cafétéria souterraine, dont le nom provient des masses cristallines de gypse de couleur gris-blanc, en forme de boule de neige, et qui couvrent une grande partie du plafond de ce vaste espace. Ces formations proviennent probablement de l'emprisonnement de minéraux de gypse dans la structure microporeuse du calcaire. L'infiltration d'eau riche en calcium et en sulfate a ainsi conduit à l'accumulation de minéraux autour de ces cristaux primitifs, pour former ces masses blanchâtres.
L'Audubon Avenue est une longue caverne dont les murs ont la particularité de ressembler à une pile d'assiettes à cause de la superposition de plaques sédimentaires. Cette avenue est typique des grottes érosives qui sont creusées par les cours d'eau souterrains. Formées au cours du Mississippien, ces couches calcaires contrastent fortement avec le sol terreux recouvert de gravats et forment un ensemble impressionnant. On peut notamment y observer les formations caractéristiques du plateau Pennyroyal : le calcaire de Saint Louis, le calcaire de Sainte Geneviève et la formation de Girkin.

#### Généralités
- Margaret M. Bridwell, The Story of Mammoth Cave National Park Kentucky: A Brief History, 11e édition, Bridwell, 1952 (réimpr. 1971)
- R. Taylor Hoskins, Faithful Visitor, vol. VII, 1 et 2, The Regional Review, juillet-août 1941 (lire en ligne)
- Horace Carter Hovey, One Hundred Miles in Mammoth Cave in 1880 : an early exploration of America's most famous cavern, Golden (Colorado), Outbooks, 1880 (ISBN 0-89646-054-1)
- Richard A. Watson, The Cave Research Foundation : Origins and the First Twelve Years 1957 - 1968, Cave Research Foundation, 1981
- Roger W. Brucker et Robert K. Murray, Trapped : The Story of Floyd Collins, University of Kentucky Press, 1983
- Joe Lawrence Jr et Roger W. Brucker, The Caves Beyond : The story of the Floyd Collins' Crystal Cave Expedition, New York, Funk and Wagnell, 1955
- Roger W. Brucker et Richard A. Watson, The Longest Cave, New York, Knopf, 1976 (réimpr. 1987), 331 p. (ISBN 0-8093-1322-7, lire en ligne)
- James D. Borden et Roger W. Brucker, Beyond Mammoth Cave : A Tale of Obsession in the World's Longest Cave, Carbondale et Edwardsville (Illinois), Southern Illinois University Press, 2000, 353 p. (ISBN 0-8093-2346-X, lire en ligne)

#### Archéologie
- Harold Meloy, Mummies of Mammoth Cave : An account of the Indian mummies discovered in Short Cave, Salts Cave, and Mammoth Cave, Kentucky, Shelbyville (Indiana), Micron Publishing Co., 1968 (réimpr. 1968, 1977, 1990)
- Patty Jo Watson, Archaeology of the Mammoth Cave Area, 1974 (réimpr. 1997) (ISBN 0-939748-41-X)

#### Géologie
- Ann Livesay et Preston McGrain, Geology of the Mammoth Cave National Park Area, Lexington (Kentucky), University of Kentucky, coll. « Kentucky Geological Survey / X », 1962
- Arthur N. Palmer, A Geological Guide to Mammoth Cave National Park, Teaneck (New Jersey), Zephyrus Press, 1981, 196 p. (ISBN 0-914264-28-1)
- (en) William B. et Elizabeth L. White, Karst Hydrology : Concepts from the Mammoth Cave Area, New York, Van Nostrand Rheinhold, 1989, 346 p. (ISBN 0-442-22675-6)